# Veritas (Automarke)
Veritas (lat. für Wahrheit) war nach dem Zweiten Weltkrieg eine deutsche Marke für Renn- und Sportwagen. Der Sitz der verschiedenen Hersteller war in Hausen am Andelsbach und Meßkirch im Landkreis Sigmaringen, in Muggensturm bei Rastatt, jeweils in der damaligen Französischen Besatzungszone (später Baden-Württemberg), und zuletzt am Nürburgring in Rheinland-Pfalz.

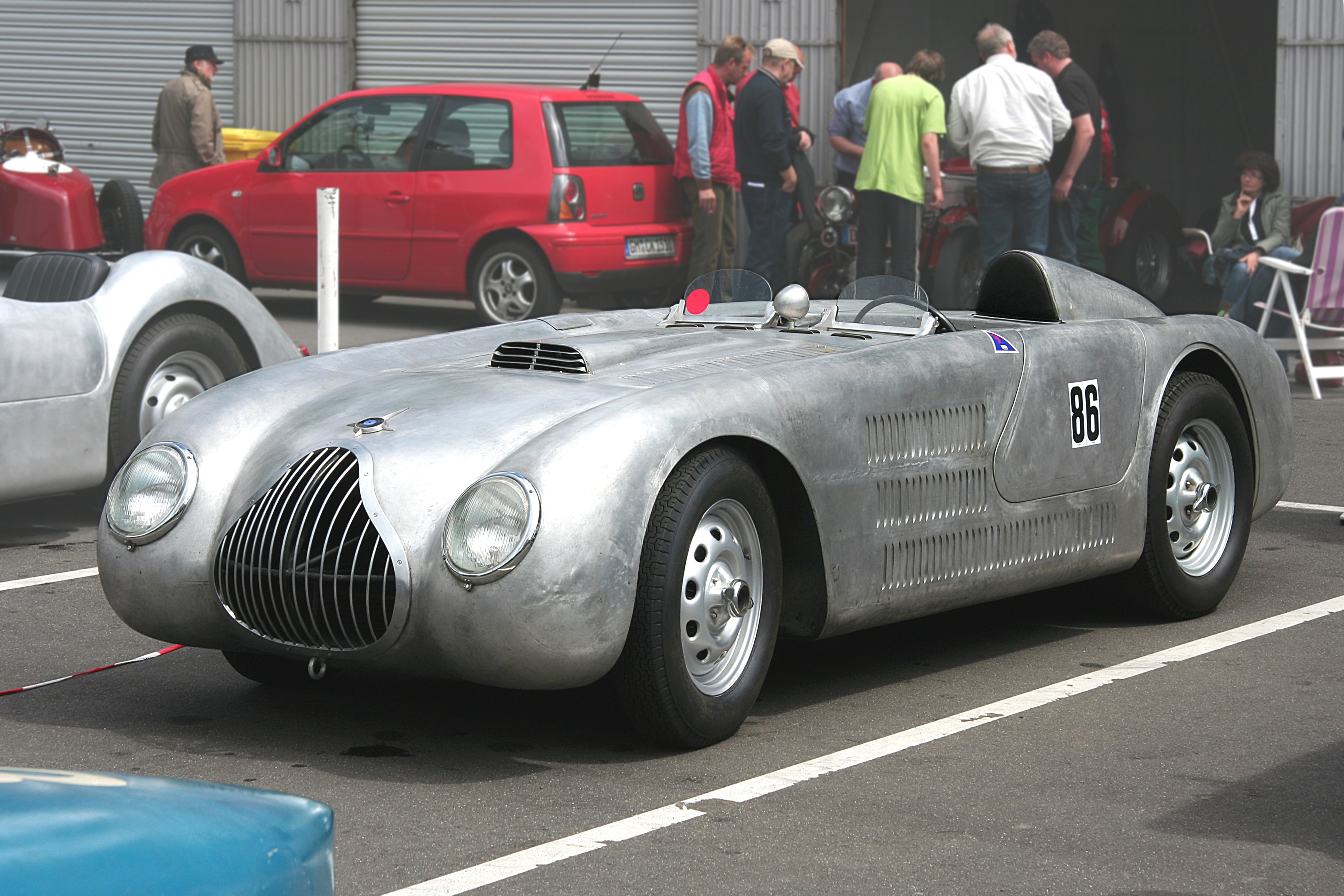
Veritas RS mit dem 6-Zylinder-Motor des BMW 328, 1971 cm³, ca. 125 PS

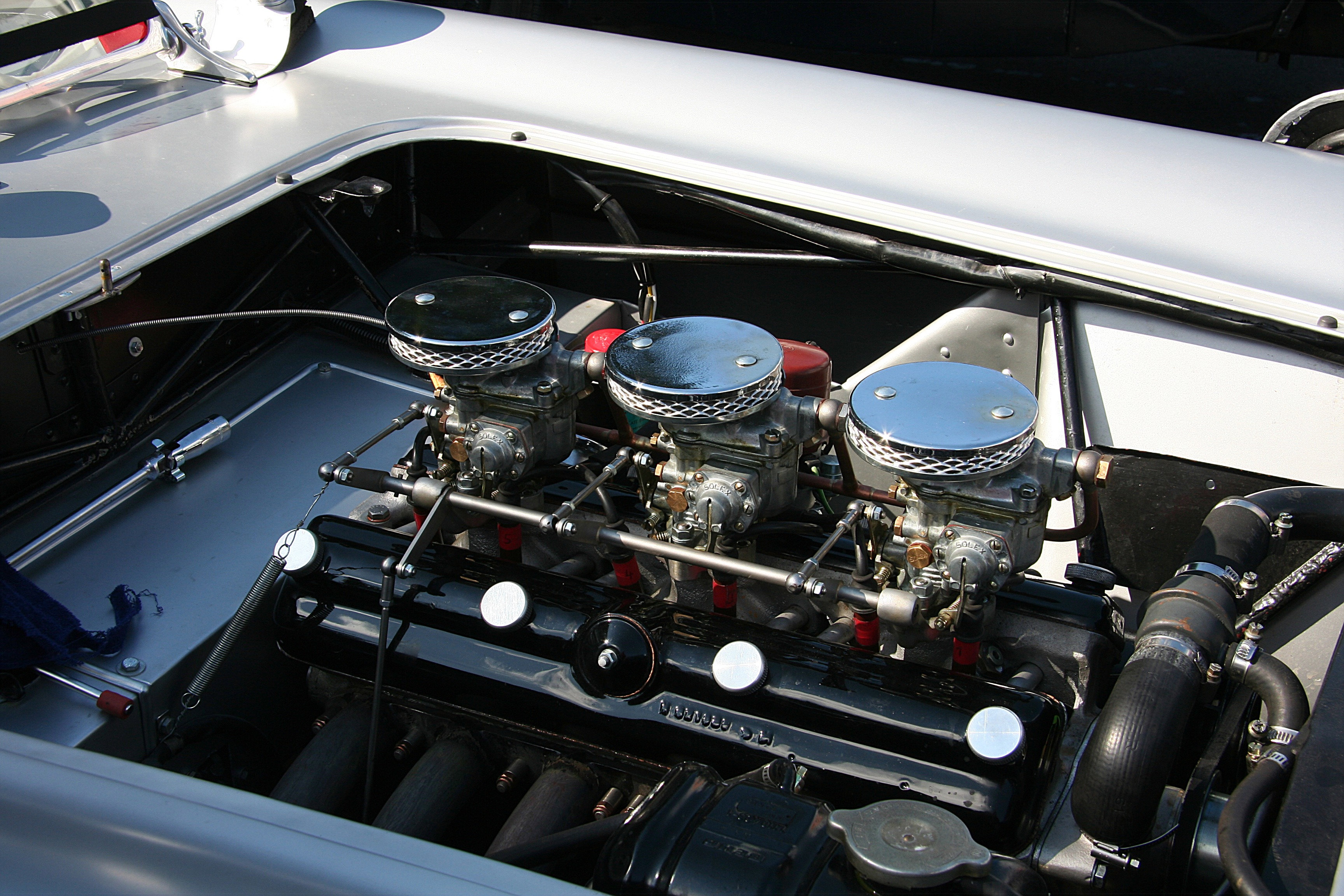
Motor eines Veritas RS, Baujahr 1948

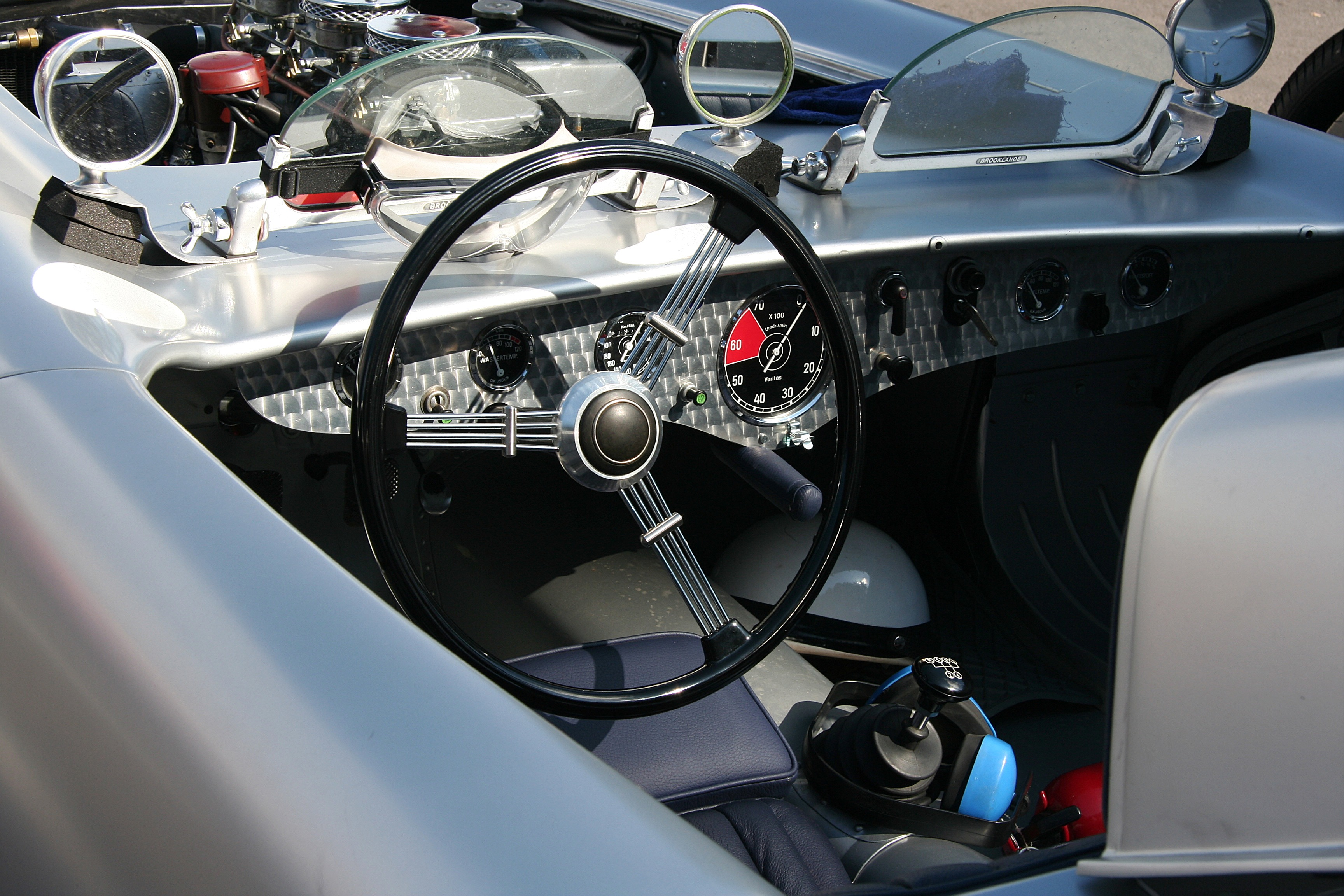
Cockpit

## Geschichte

### Veritas GmbH in Hausen am Andelsbach
Der ehemalige Motorradrennfahrer und Motorenspezialist Ernst Loof, der vor dem Krieg als Rennleiter bei BMW großen Anteil an der Entstehung der erfolgreichen Rennsport-Modelle hatte, entwickelte auf der Basis des BMW 328 ab 1946 Sport- und Wettbewerbsfahrzeuge. Zu diesem Zweck schloss er sich mit dem vormaligen kaufmännischen Leiter des BMW-Werks Allach, Lorenz Dietrich, dem Rennfahrer und BMW-Mitarbeiter Georg „Schorsch“ Meier und dem früheren Sechstage-Radrennfahrer Werner Miethe zusammen. Die von ihnen gegründete Veritas-Arbeitsgemeinschaft für Sport- und Rennwagenbau nahm im März 1947 den Betrieb auf. Der Firmenname ist angeblich auf Lorenz Dietrich zurückzuführen, dem dieses Wort spontan in den Sinn gekommen sein soll, als er von einem Vertreter der französischen Verwaltung nach dem Namen der neugegründeten Gesellschaft gefragt wurde. Zunächst war der Sitz auf dem Betriebsgelände des ehemaligen Rüstungsbetriebs Weimper im hohenzollerischen Hausen am Andelsbach.
Ein erster Prototyp eines sowohl straßen- als auch renntauglichen offenen zweisitzigen Sportwagens wurde im Verlauf des Jahres 1947 unter Verwendung von Fahrgestell und Motor eines gebrauchten BMW 328 aufgebaut. Die Modellbezeichnung lautete dementsprechend BMW-Veritas. Das Fahrzeug hatte eine für die damalige Zeit ungewöhnliche pontonförmige Stromlinienkarosserie aus Aluminium, wie sie auch die letzten vor dem Krieg gebauten Wettbewerbsmodelle von BMW aufwiesen. Karosseriebauer bei Veritas war Kurt Frick aus Meßkirch.
Mit diesem und einem weiteren von Karl Kling nach Originalplänen in Eigenregie aufgebauten Wagen kam es im Verlauf des Jahres zu ersten kleineren Wettbewerbseinsätzen. Daneben gingen bereits erste Bestellungen ein, wobei das Geschäftsmodell der Veritas in der Zeit des Schwarzmarkts in Deutschland vorsah, dass der Kunde neben einer Anzahlung in bar ein gebrauchtes Sportwagenfahrgestell als Plattform sowie weitere Produktionsmittel beisteuern musste. Entsprechend der Einteilung der Sportwagenklassen in Wettbewerben standen Motorvarianten mit 2 Liter und 1,5 Liter Hubraum zur Auswahl.

### Veritas GmbH in Meßkirch
Im Frühjahr 1948 wurde der Betrieb auf ein etwas größeres Gelände ins badische Meßkirch verlegt. Es handelte sich dabei um Arbeitsunterkunftslager (sogenannte Zugsbaracken) des ehemaligen Reichsarbeitsdienstes (RAD) auf dem heutigen Bizerba-Gelände. Gleichzeitig wurde Jean-Baptiste Lefêbvre, ein französischer Offizier, über den Dietrichs Verbindungen zu den Besatzungsbehörden und nach Frankreich liefen, Teilhaber der am 1. März 1948 gegründeten Veritas GmbH. Zur gleichen Zeit schied Georg Meier aus dem Kreis der Anteilseigner aus.
Ihren ersten großen und öffentlich angekündigten Auftritt hatte die neue Marke beim Rennen auf dem Hockenheimring, am 9. Mai 1948, das mit Siegen von Kling in der Klasse der Sportwagen bis 2 Liter und von Meier in der Kategorie für formelfreie Rennwagen endete. Im Verlauf der Saison folgten weitere Erfolge, sodass wegen der damit verbundenen breiten Aufmerksamkeit BMW kurze Zeit später die Verwendung der Bezeichnung BMW-Veritas verbieten ließ. Die Wagen wurden daher fortan unter der Modellbezeichnung Veritas RS (RS für „Rennsport“) gebaut.
Schnell entwickelte sich Veritas zur dominierenden Marke bei allen deutschen Rennveranstaltungen der frühen Nachkriegszeit. Obwohl von der Bauweise eigentlich zweisitzige Sportwagen, konnten die RS wegen des sehr locker gefassten Reglements auch in der neu geschaffenen Formel 2 eingesetzt werden und erwiesen sich hier selbst gegen reinrassige Monopostos als konkurrenzfähig. Daher kam es schnell zu weiteren Bestellungen, wobei ein großer Teil der zwischen 30 und 40 gebauten RS an ausländische Kunden verkauft wurde. Hauptabnehmer waren Rennfahrer aus der Schweiz, Belgien und Frankreich, aber es gingen auch Wagen nach Italien, in die Niederlande, nach Skandinavien und in die USA. Auf diese Weise waren Veritas-Rennwagen während der 1950er-Jahre auf allen Rennstrecken Europas und darüber hinaus vertreten.
Um auch zahlungskräftige Kunden anzusprechen, die nicht an Renneinsätzen interessiert waren, wurde vom Modell RS ein in der Leistung etwas gedrosseltes, für den Alltagsverkehr geeignetes Coupé abgeleitet. Das mit Karosserien von Spohn versehene und unter der Bezeichnung Comet angebotene Modell war zu seiner Zeit das teuerste deutsche Serienautomobil, allerdings wurden lediglich etwa acht Stück hergestellt.
Trotz der zahlreichen Erfolge waren die RS wegen ihrer ausladenden Stromlinienkarosserie und der damit verbundenen Unhandlichkeit auf kurvenreichen Strecken in der deutschen Presse sehr umstritten, die diesem Fahrzeugtyp schnell den Beinamen Aerosaurier verlieh. Parallel dazu begann Veritas daher mit der Entwicklung erster Prototypen für eine Kleinserie von Monoposto-Rennwagen für die in diesen Jahren sehr populäre Formel 2. Mit der Zeit wurde allerdings die Beschaffung gebrauchter BMW-Motoren immer schwieriger und so kam es im Zug der Währungsreform zu dem Entschluss, mit der Entwicklung eigener Motoren zu beginnen.
Finanziert von dem Schweizer Hermann Trümpy wurde hierfür in Caslano im Tessin ein Entwicklungsbüro eingerichtet. Dort wurde unter der Leitung des früheren BMW-Motorenkonstrukteurs Ernst Zipprich unter der Bezeichnung Meteor ein hauseigener OHC-Sechszylindermotor aus Leichtmetall entwickelt. Damit wurden ab etwa Herbst 1949 sowohl die Veritas-Rennwagen als auch – in leicht gedrosselter Ausführung – luxuriöse Sport- und Reisewagen für den öffentlichen Straßenverkehr ausgerüstet. Mangels ausreichender eigener Produktionskapazität lief die Serienfertigung dieser Antriebsaggregate bei Heinkel in Stuttgart-Zuffenhausen, während die Karosserien von Hebmüller und Spohn angefertigt wurden. Die Straßenfahrzeuge liefen unter den Modellnamen Scorpion (zweisitziges Cabriolet) und Saturn (zweisitziges Coupé, zusammen ebenfalls ca. acht Stück gebaut), während die Rennsportwagen als Comet S und die etwa zehn hergestellten Formel-2-Rennwagen als Meteor bezeichnet wurden.
Speziell für den Einsatz dieser Rennwagen wurde ein neuer Schweizer Rennstall, die Ecurie Suisse, gegründet. Insgesamt vier Veritas-Meteor wurden für die Fahrer Peter Hirt, Paul Glauser, „J.M. Marcy“ und Max de Terra bestellt und vorfinanziert, diese Fahrzeuge kamen in der Saison 1950 zum Einsatz. Weitere Wagen wurden für Rennfahrer wie Karl Kling und die beiden Vorkriegs-Asse Hermann Lang und Paul Pietsch gebaut und auch aus Belgien gingen Bestellungen ein.

### Veritas Badische Automobilwerke GmbH Rastatt/Baden
Die Produktion dieser Modelle erforderte jedoch erneut größere Produktionskapazitäten, sodass im März 1950 ein erneuter Umzug notwendig wurde, diesmal auf das Gelände der Oberrheinischen Automobil GmbH Freiburg (ORAG) in Muggensturm 1 (Landkreis Rastatt). Nach dem Ausscheiden von Werner Miethe wurde die Produktionsleitung nun vom ehemaligen Technischen Direktor von BMW, Dipl.-Ing. Dorls übernommen.
Dennoch zeichnete sich um diese Zeit ab, dass die Firma auf lange Sicht nicht vom Verkauf dieser für die damalige Zeit extrem teuren Modelle alleine existieren konnte. Direktor Lorenz Dietrich schloss daher ein Abkommen mit dem französischen Automobilhersteller Panhard über die Lieferung von Motoren und Komponenten des erfolgreichen frontgetriebenen Kleinwagenmodells Dyna, die mit gefälligen Cabriolet-Karosserien von Baur versehen ab 1950 unter der Bezeichnung Dyna-Veritas angeboten werden sollten. Daneben wurden auf dieser Plattform erste Prototypen einer Limousine (Karosserie von Baur) und von Roadster-Versionen (Karosserien von Baur und Drews) entwickelt.
Durch die Vielzahl der Aktivitäten wurden jedoch die Kapazitäten von Veritas überfordert und so geriet die Gesellschaft ab Anfang 1950 mehr und mehr in Schwierigkeiten. Aufgrund der Engpässe bei sowohl den Finanzen als auch Ressourcen kam es zu erheblichen Terminverzögerungen bei der Auslieferung der bestellten und zum großen Teil bereits bezahlten Fahrzeuge. Besonders gravierend wirkte sich dies auf die neuen Rennwagen-Modelle aus, deren Entwicklung nicht mehr mit der erforderlichen Sorgfalt durchgeführt werden konnte. So fielen beim Rennen zum Großen Preis von Deutschland 1950 alle sieben gestarteten Meteor-Rennwagen frühzeitig mit technischen Defekten aus, eine vernichtende Niederlage, die einen erheblichen Imageschaden zur Folge hatte. Und während die Marke Veritas bis 1949 in den heimischen Rennen noch äußerst erfolgreich gewesen war, wurde mit der Wiederzulassung Deutschlands zum internationalen Motorsport sehr schnell deutlich, dass die deutschen Konstruktionen den ausländischen Rennwagen-Modellen – insbesondere von Ferrari und Gordini – nicht gewachsen waren.
So kam es trotz einiger Anfragen nach staatlicher Unterstützung für den bedeutendsten deutschen Rennwagenhersteller schließlich im Herbst 1950 zum Konkurs und als Folge auch zur Trennung der beteiligten Partner.

### Dyna-Veritas

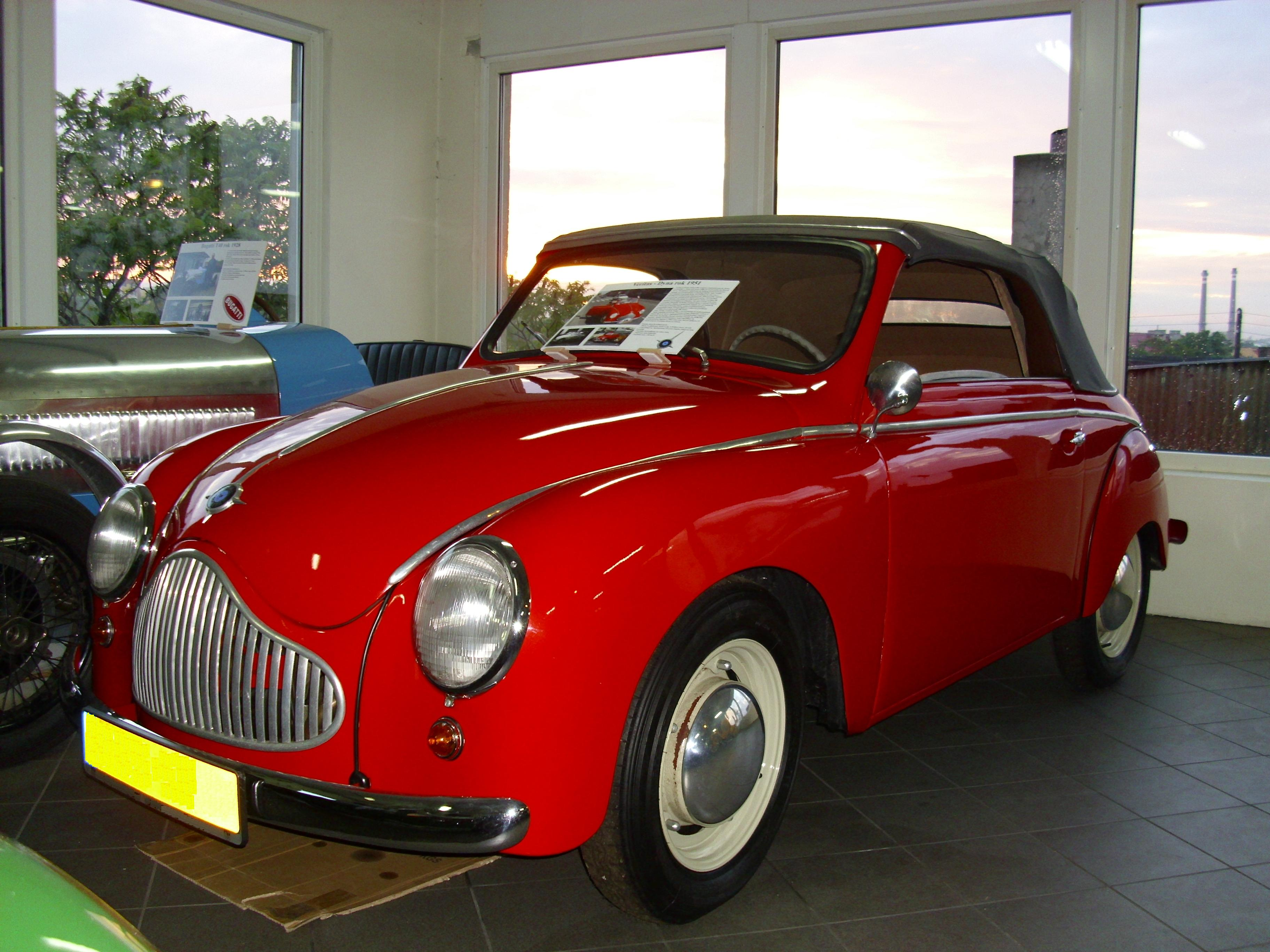
Dyna-Veritas von 1951

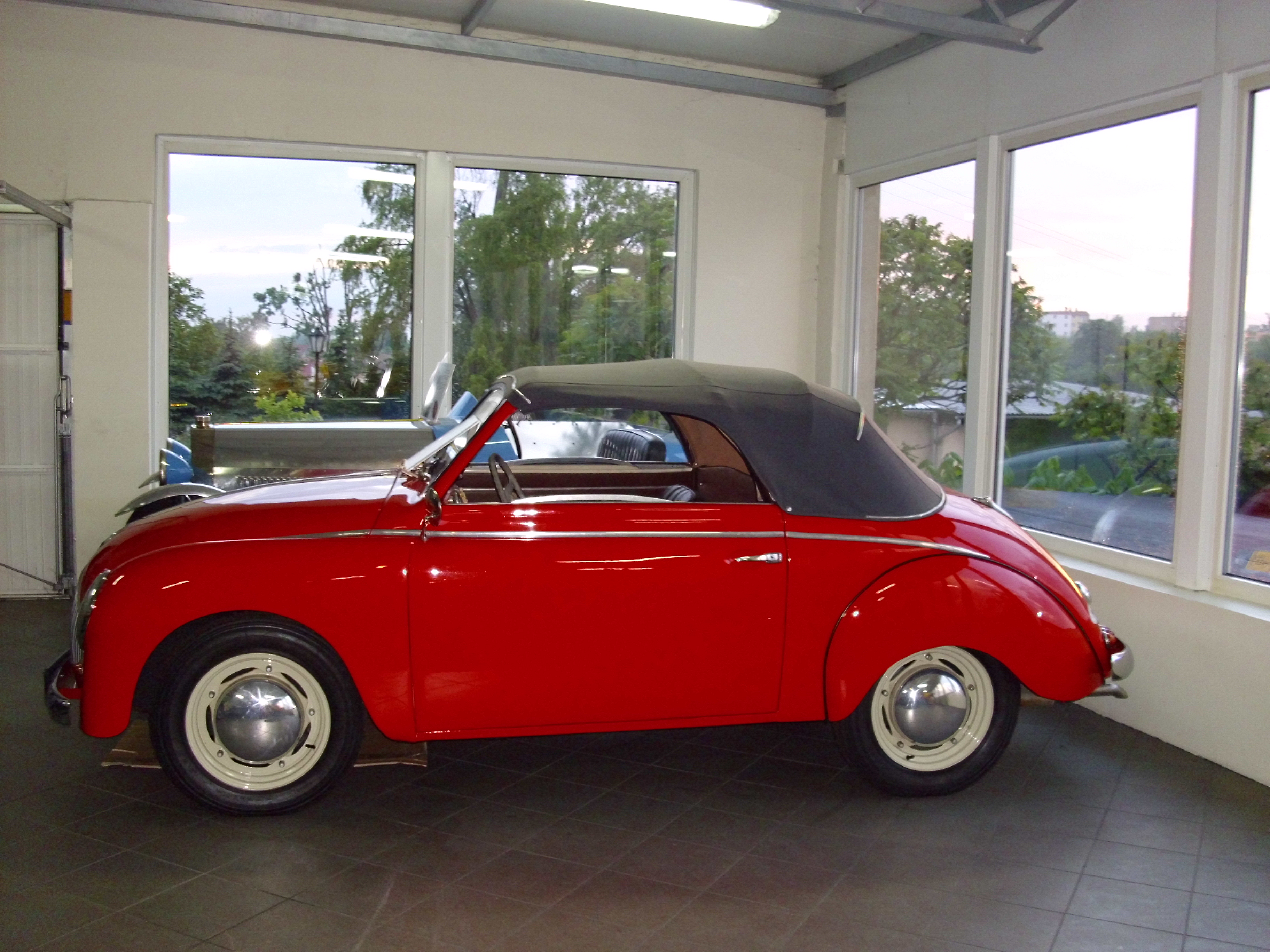
Dyna-Veritas von 1951

Lorenz Dietrich verfolgte nach wie vor die Pläne zur Herstellung und zum Vertrieb des Dyna-Veritas und gründete zu diesem Zweck zusammen mit Lefêbvre die Dyna Import und Export GmbH. Diese Firma mit Hauptsitz in Baden-Baden und Zweigniederlassungen in Essen und München sowie einem Ableger in Paris sollte dazu auch den Vertrieb des originalen Dyna-Panhard in Deutschland übernehmen. Die Modelle hielten jedoch dem Preisvergleich, insbesondere zum Volkswagen, nicht stand und so blieben die Stückzahlen gering. Insgesamt wurden bis zum Produktionsende 1953 lediglich 176 Dyna-Veritas hergestellt, von denen ein erheblicher Teil in den Export nach Frankreich, Belgien, die Schweiz und Skandinavien ging.

### Veritas-Nürburgring, Automobilwerk Ernst Loof GmbH
Ernst Loof dagegen blieb weiterhin seiner Leidenschaft für Rennwagen und Autos der Luxusklasse treu. Nach dem Veritas-Konkurs gelang es ihm, ausreichend Maschinen und Material zum Nürburgring zu bringen, um dort in den Hallen, in denen vor dem Krieg die Auto Union AG ihre Rennwagen vorbereitet und gewartet hatte, einen bescheidenen Neuanfang zu starten. Seine neu gegründete VERITAS-Automobil-Werke Ernst Loof GmbH Nürburgring operierte dabei zunächst als Tuning-Betrieb für Rennwagen aller Art und als Renndienst für die in der Hand von Privatfahrern verbliebenen Meteor-Rennwagen. Dank dieser Unterstützung konnte der Verleger Paul Pietsch mit seinem Sieg beim Internationalen Eifelrennen 1951 auf dem Nürburgring den größten Erfolg in der Geschichte der Marke Veritas erringen und sich mit einem weiteren Sieg beim Schauinsland-Bergrennen darüber hinaus die Deutsche Meisterschaft in der Formel 2 desselben Jahres sichern.
Das Jahr 1952 dagegen war überschattet von schweren Unfällen. Auf dem ultraschnellen Grenzlandring kam der Veritas-Rennwagen von Helmut Niedermayr von der Strecke ab und raste in die dichtbesetzten Zuschauerränge. Dabei löste er mit insgesamt 13 oder 14 Toten (verschiedenen Quellen zufolge gab es einen unbekannten Toten) und 42 Verletzten die bis heute schwerste Katastrophe im deutschen Motorsportgeschehen aus. Kurze Zeit später hatte auch Pietsch in einem Trainingslauf auf der AVUS einen schweren Unfall, als sein mit einer speziell für diesen Hochgeschwindigkeitskurs angefertigten Stromlinienkarosserie und vollverkleidetem Cockpit ausgerüsteter Rennwagen von der Bahn abkam und sich mehrfach überschlug.
Loof machte jedoch unverdrossen weiter und betreute 1953 an der Strecke zwei völlig überarbeitete Veritas Meteor, die im Rahmen eines unter der Bezeichnung Ecurie Nürburg laufenden neu gegründeten Teams von Willi Heeks und Kurt Adolff gefahren werden sollten. Adolff ergriff jedoch die Gelegenheit, auf den Ferrari 500 des Schweizers Rudolf Fischer umzusteigen, sodass Loof mit dem zweiten Auto beim Großen Preis von Deutschland 1953 schließlich selbst als Fahrer ins Rennen ging, jedoch kurz nach dem Start ausschied.
Parallel zu den Rennaktivitäten arbeitete Loof an der Entwicklung einer neuen Modellreihe drei- und fünfsitziger Luxusautomobile für die Straße, die mit den nach wie vor von Heinkel gelieferten Motoren und mit Spohn-Karosserien ausgerüstet wurden. Diese Fahrzeuge wurden unter der Markenbezeichnung Veritas-Nürburgring mit kurzem (drei Sitze) oder langem Radstand (fünf Sitze) und jeweils in einer offenen und einer geschlossenen Variante angeboten. Auch ein zweisitziger offener Rennsportwagen (Modellbezeichnung RS 2/52) war ab 1952 als Nachfolger des früheren, noch mit dem BMW-Motor ausgerüsteten Modells RS vorgesehen.
Doch trotz des Einstiegs des Duisburger Waschmaschinenfabrikanten Erwin Bonn, der 51 % der Firmenanteile hielt, blieb die Produktion aufgrund der begrenzten Fertigungskapazität und der weiterhin geringen finanziellen Mittel stets auf die handwerkliche Fertigung einiger weniger Exemplare beschränkt. Insgesamt wurden bis 1953 höchstens 20 Fahrzeuge gebaut, von denen die letzten sogar mit vergleichsweise leistungsschwachen Motoren aus dem Ford Taunus oder dem Opel Olympia ausgerüstet worden sein sollen. Heinkel hatte die Produktion der hauseigenen Reihensechszylinder mangels wirtschaftlich vertretbarer Stückzahlen in der Zwischenzeit eingestellt.

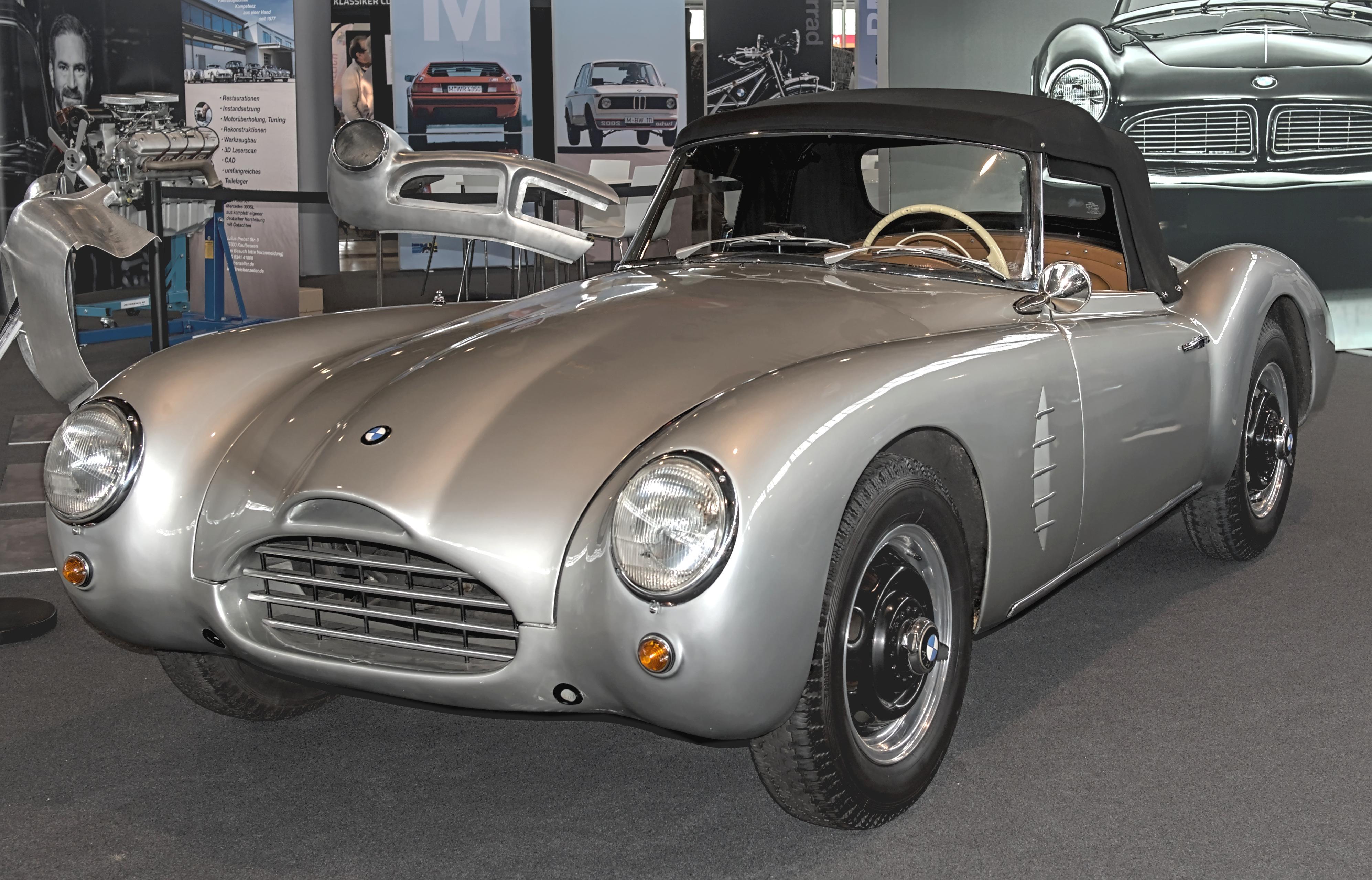
BMW 502 Loof von 1954

Infolge nicht ausreichender Motorisierung entschieden sich kaum noch Kunden für einen Veritas, sodass Loof im August 1953 endgültig Konkurs anmelden musste. Die Reste des Unternehmens, einschließlich der Werkshallen am Nürburgring, übernahm schließlich BMW – nicht zuletzt als Reaktion auf politisches Drängen. Loof selbst wurde wieder in ein Angestelltenverhältnis übernommen, hatte aber weiterhin die Leitung der nunmehr als Stützpunkt Nürburgring der BMW-Versuchsabteilung bezeichneten Einrichtung inne.
Als letztes Projekt wurde dort auf der Plattform des BMW 502 mit V8-Motor ein zweisitziger Roadster als Konkurrenzentwurf zu dem von Albrecht Graf von Goertz gezeichneten Modell 507 entwickelt. Dessen von Baur gelieferte Karosserie war jedoch stilistisch zu sehr an die früheren Veritas-Modelle angelehnt, sodass BMW das Design ablehnte. Trotzdem ließ Loof das Fahrzeug anlässlich einer Schönheitskonkurrenz im September 1954 in Bad Neuenahr präsentieren, wo es prompt einen Preis gewann – für BMW Anlass, Loof fortan mit keinerlei Entwicklungssaufträgen mehr zu bedenken.
Ernst Loof starb am 3. März 1956 im Alter von 56 Jahren an einem Gehirntumor. Die leerstehenden Werkshallen am Nürburgring übernahm 1959 Willi Martini, der dort bereits zu Veritas-Zeiten angestellt gewesen war. Er richtete einen Tuningbetrieb samt BMW-Vertretung ein und entwickelte bald auch wieder Wettbewerbsfahrzeuge.

## Motorsport

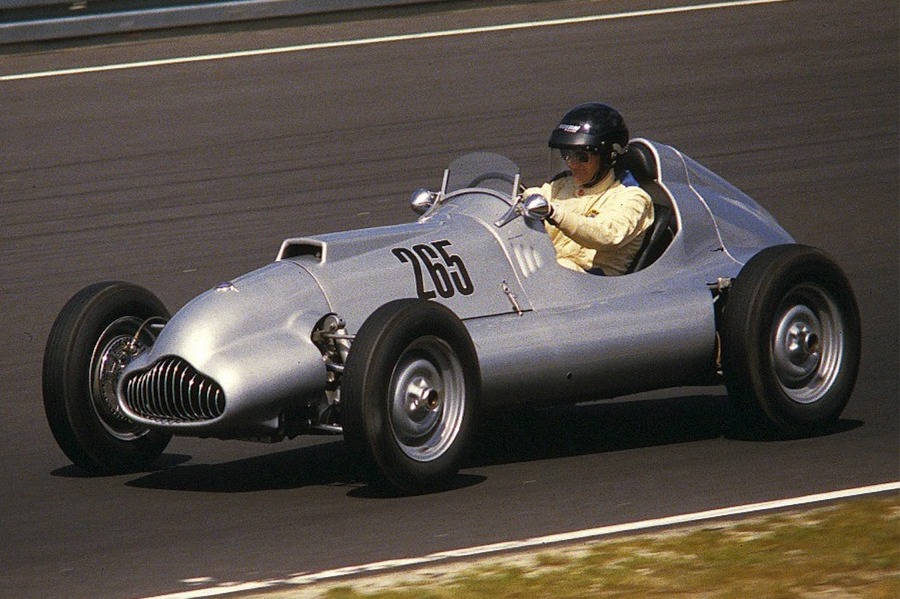
Veritas Meteor auf der Zielgeraden des Nürburgrings

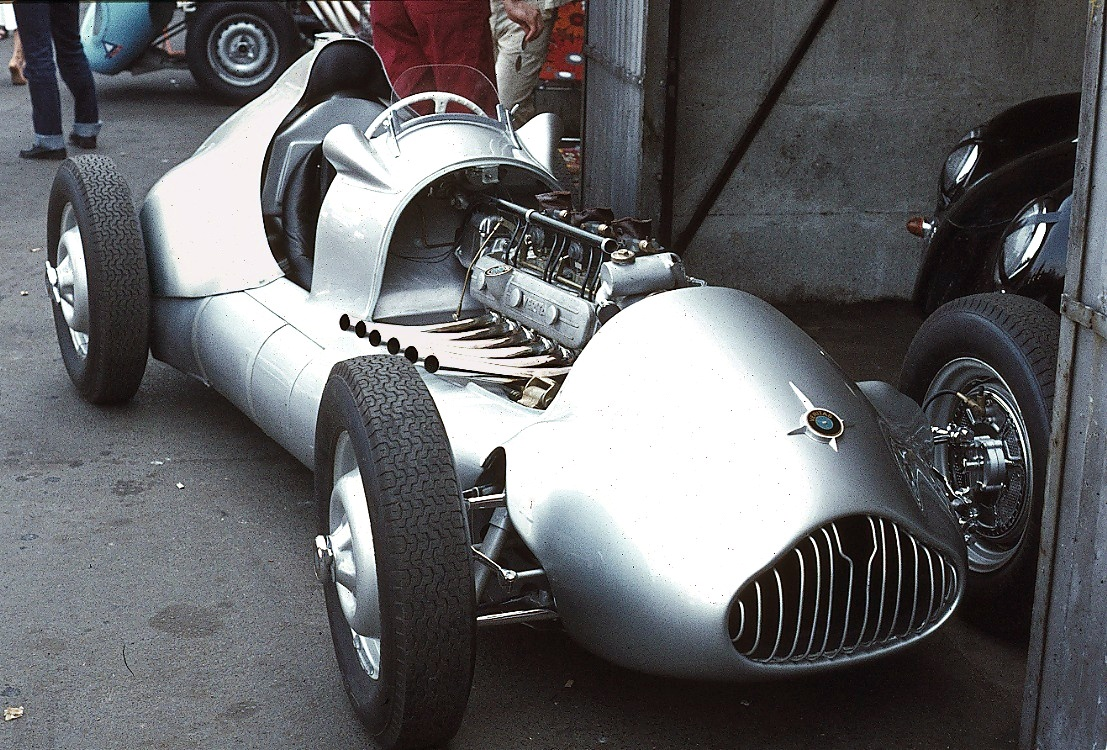
Formel-2-Rennwagen Veritas Meteor im Fahrerlager

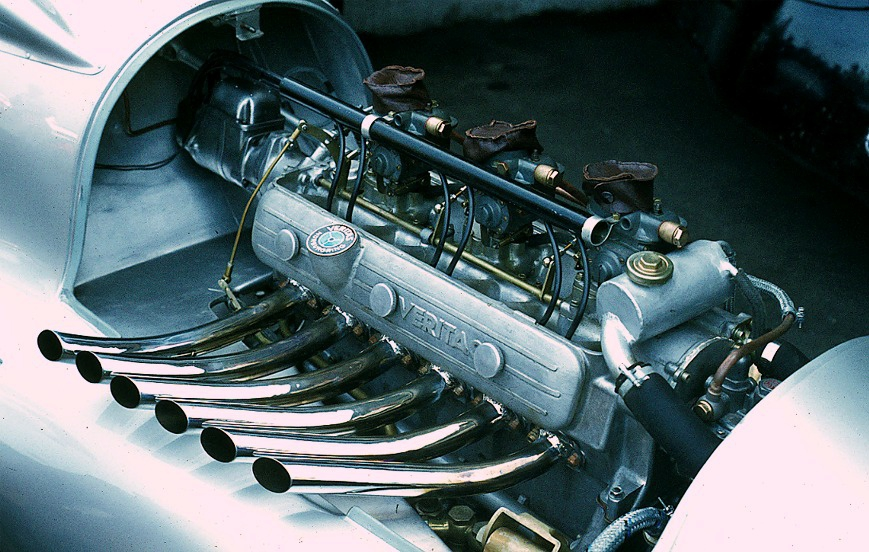
6-Zylinder-Motor von Heinkel

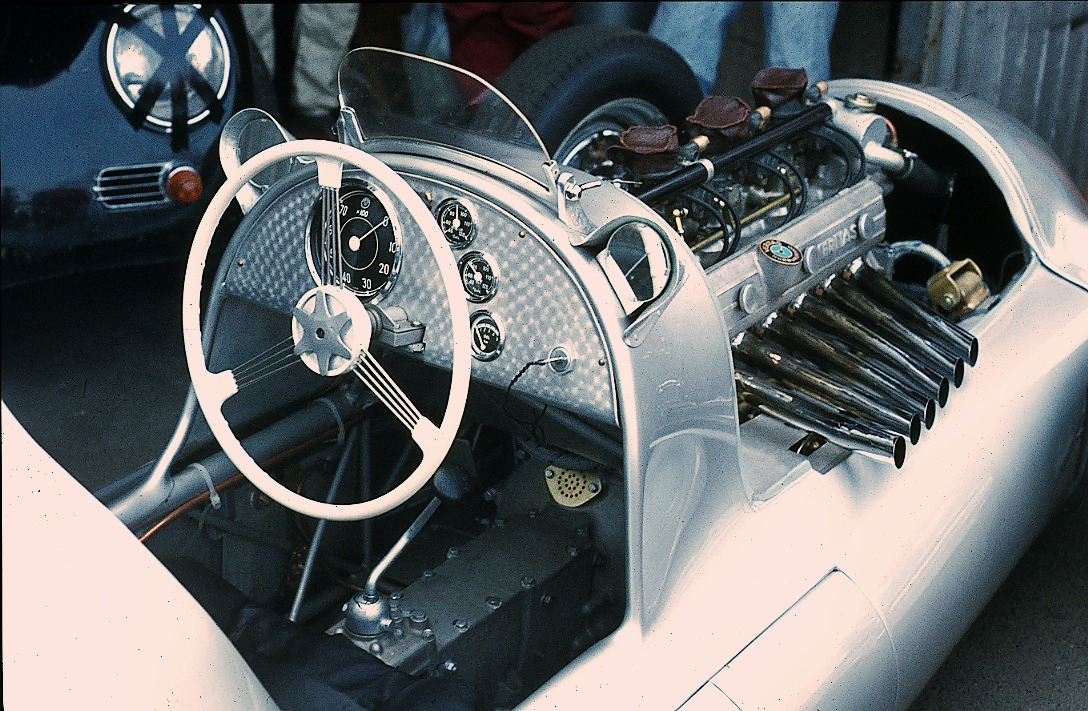
Cockpit des Veritas Meteor

### Rennen mit Sportwagen
Zum Großen Preis der Schweiz 1951 war der Schweizer Peter Hirt mit einem Veritas Meteor gemeldet. Veritas gilt deshalb allgemein als erste deutsche Automobilmarke, die an einem Formel-1-Rennen teilnahm. Das Fahrzeug war allerdings ein Wagen mit 2-l-Motor entsprechend der damaligen Formel 2, den die Veranstalter ebenso wie zwei englische Formel-2-HWM zugelassen hatten. Das Rennen konnte der Veritas nicht aufnehmen, denn Hirt musste bereits beim Start wegen eines Benzinpumpendefekts aufgeben.
Weitere Einsätze im Rahmen der Fahrerweltmeisterschaft hatten die Veritas-Wagen beim Großen Preis von Deutschland und beim Großen Preis von Belgien 1952 und 1953, wobei Fritz Riess beim Großen Preis von Deutschland 1952 mit dem siebten Platz auf seinem Veritas RS das beste Resultat erzielte.
Insgesamt wurden bei Rundstrecken- und Bergrennen in Deutschland (Alliierte Besatzungszonen, Bundesrepublik Deutschland, DDR und Saarland) 71 Klassensiege erzielt. Daneben gab es zahlreiche weitere Klassensiege bei kleineren Veranstaltungen in der Schweiz, in Österreich, Belgien, Schweden, Frankreich, den Niederlanden, in Großbritannien, Italien, Jugoslawien und Dänemark. Letzte Modelle blieben bis in die 1960er-Jahre hinein im Renneinsatz.
Auf einem Veritas-Nürburgring nahm Ernst Loof außerdem mit Beifahrer Josef Cremer 1953 an der Rallye Monte Carlo teil. 1954 trat er – nun bereits in BMW-Diensten – erneut mit einem BMW 501 und Hans Wencher als Beifahrer an.
Der Rennfahrer Émile Cornet, der im Verlauf der Saison auch auf Veritas-Wagen an den Start gegangen war, wurde 1950 belgischer Meister.
Mit Veritas-Renn- und Sportwagen wurden zwischen 1948 und 1953 insgesamt 13 deutsche Meistertitel errungen.

### Monoposto Veritas Meteor
Im Jahr 1949 entstand unter Konstrukteur Ernst Loof der Veritas Meteor, ein Monoposto bzw. Einsitzer mit freistehenden Rädern entsprechend der damals gültigen Formel 2, nach der 1952 und 1953 die Rennen zur Automobilweltmeisterschaft ausgetragen wurden. Zugelassen waren Rennwagen mit bis zu 500 cm³ und Kompressor oder mit maximal 2000 cm³ Hubraum ohne Kompressor.
Grundlage des bei Heinkel gefertigten Motors im Veritas Meteor war der Sechszylinder des BMW 328, den die ehemaligen BMW-Mitarbeiter Karl Schäfer, Karl Rech und Max Knoch weiterentwickelten. Augenfälliges Merkmal des neuen Reihenmotors mit einem Hubraum von 1988 cm³ war die obenliegende Nockenwelle, die die V-förmig im Zylinderkopf hängenden Ventile steuerte. Die Kurbelwelle lief in Bleibronzelagern, während die Pleuel sowohl auf den Kurbelzapfen als auch an den Kolbenbolzen rollengelagert waren. Der Motor leistete 140 PS bei 7000/min; er war wassergekühlt mit 10 Liter Wasser im Umlauf und hatte Trockensumpfschmierung mit einer Füllmenge von 12 Litern.
Die Kraft wurde über eine Einscheiben-Trockenkupplung, ein Fünfganggetriebe mit besonderer Ölpumpe und eine Kardanwelle an ein selbstsperrendes Differenzialgetriebe bzw. an die Hinterräder übertragen. Je nach Rennstrecke konnten die Zahnräder des Differenzials geändert werden, um die Übersetzung anzupassen.
Der Rahmen des Veritas Meteor bestand aus einem Rohrgitter (Gitterrohrrahmen). Die Vorderräder waren an doppelten Dreieckslenkern aufgehängt, wobei jeweils ein längs liegender Drehfederstab auf die oberen Lenker wirkte und die schräg stehenden Teleskopstoßdämpfer sich auf den unteren Lenkern abstützten. Die ebenfalls drehstabgefederte hintere Doppelgelenkachse hatte auf jeder Seite einen Dreieckslenker und zusätzlich einen Dreieckslenker über dem Differenzial sowie ab 1952 ein De-Dion-Tragrohr hinter dem Differenzial.
Die Fußbremse wirkte über zwei Bremszylinder hydraulisch auf vier Leichtmetalltrommeln. Der Wagen wurde wahlweise mit Stahlscheibenrädern oder mit Rudge-Stahlspeichenrädern gefahren, beide Ausführungen mit Zentralverschlüssen.
Auf Bestellung des Rennfahrers Karl Kling baute das Karosseriewerk Hebmüller 1950 eine Stromlinienkarosserie für einen Veritas Meteor. Kling gewann mit dem Auto das Solitude-Rennen am 13. August desselben Jahres. 1951 gab Kling das Auto an Hans Klenk weiter, der im Jahr darauf dafür auch eine normale Rennwagenkarosserie (mit freistehenden Rädern) für langsame und wendige Kurse anfertigen ließ. In dieser Variante startete Hans Herrmann damit am 2. August 1953 beim Großen Preis von Deutschland auf dem Nürburgring. Eine weitere Stromlinienkarosserie wurde bei Veritas am Nürburgring für den Meteor von Paul Pietsch angefertigt. Im Unterschied zu der Hebmüller-Karosserie hatte diese ein geschlossenes Cockpit und konnte bei Bedarf über die vorhandene Rennwagenkarosserie montiert werden. Pietsch wollte damit beim Avusrennen 1952 an den Start gehen, hatte aber im Training einen schweren Unfall, bei dem das Auto stark beschädigt wurde.
Der große Erfolg blieb dem Veritas Meteor versagt, wahrscheinlich bedingt durch die angespannte Lage des Unternehmens seit seiner Gründung.

## Straßenfahrzeuge
Veritas bot neben den Motorsport-Fahrzeugen RS, RS II und Meteor auch Straßenfahrzeuge an. Diese wenigen, in Details unterschiedlichen Fahrzeuge wurden einzeln hergestellt; die gebaute Stückzahl ist Spekulation. So weist Rosellen bei Comet, Saturn, Scorpion und Dyna-Veritas zusammen 30 Fahrzeuge aus und 18 Fahrzeuge der Veritas-Nürburgring-Typen. Konen führte in seinem Register 32 Veritas und Dyna-Veritas und 9 Fahrzeuge der Veritas-Nürburgring-Typen als noch bekannte und vorhandene Fahrzeuge an. Walter spricht von kaum mehr als 20 produzierten Fahrzeugen in Muggensturm. Freese nennt 166 Fahrzeuge einschließlich der Rennwagen und 36 Heinkel-Motoren, die aber auch in Meteor-Rennwagen eingebaut wurden.
1950 wurden in Deutschland 12 Fahrzeuge neu zugelassen. 1951 stieg die Zahl auf 43 und 1952 fiel sie wieder auf 30. Für 1953 und 1954 sind keine Zulassungen überliefert.

### Sport-Coupé
Zweisitziges Coupé und erstes Straßenfahrzeug von Veritas. Dieses Fahrzeug wird in der Literatur auch als Comet bezeichnet, im Veritas-Prospekt, jedoch als Sport-Coupé. Ausgestattet war er mit einer 90 PS Variante des BMW 328 Sechszylindermotors, wie er auch dem RS in der 125 PS Variante als Basis diente.

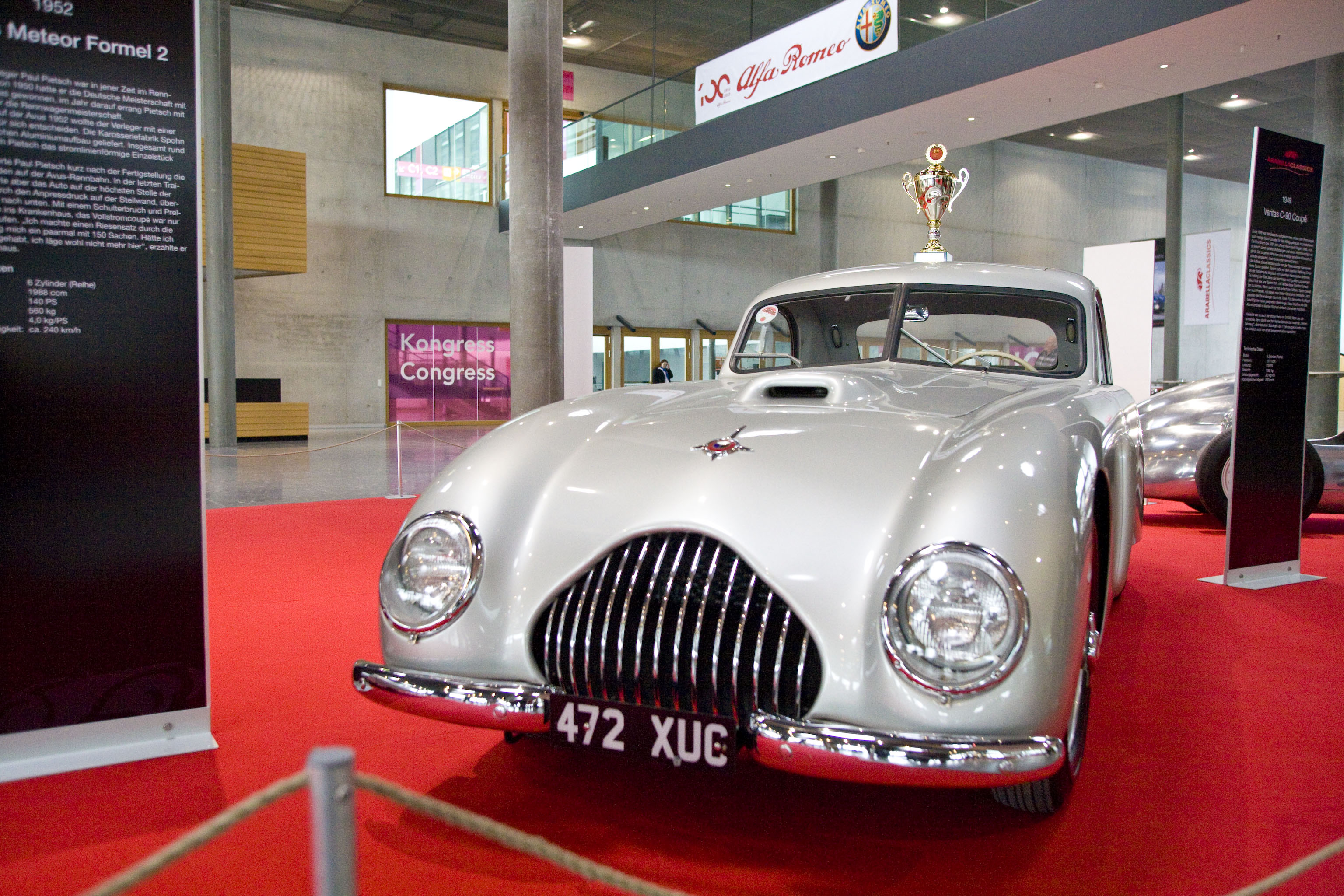
Veritas Coupé
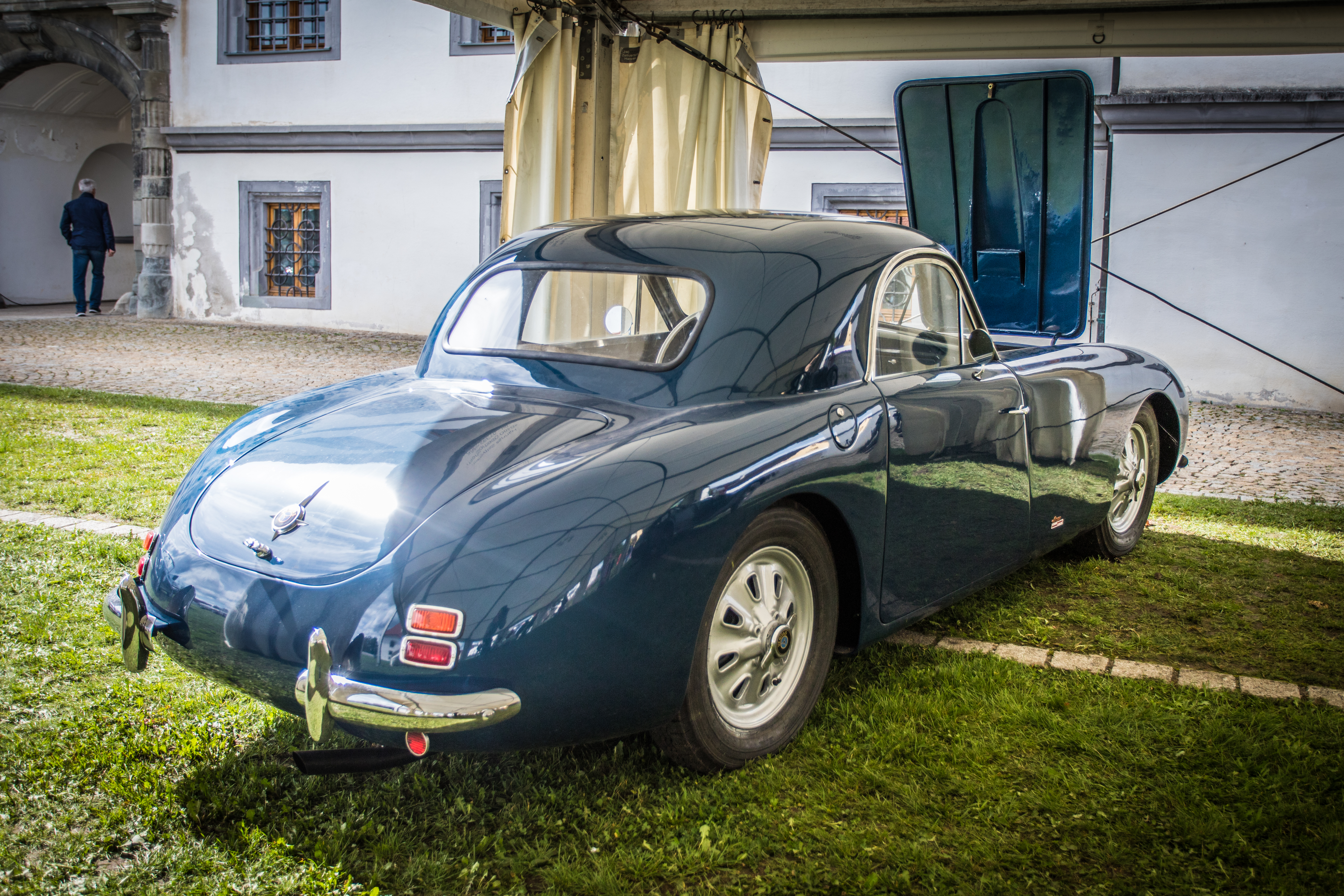
Veritas Coupé

### Comet S , Scorpion und Saturn
Comet S (ein aus dem RS entwickelter Sportwagen), Scorpion (ein zweisitziges Cabriolet) und Saturn (ein zweisitziges Coupe) sind die Straßenfahrzeuge der Marke Veritas, die in das letzte Jahr in Meßkirch und in die Zeit von Muggensturm fallen. Auffälligster äußerer Unterschied gegenüber dem Sport-Coupé, waren die seitlichen halbrunden Luftaustrittsöffnungen. Geworben wurde für die Fahrzeuge mit einem in Deutsch und Französisch erschienenen Katalog. Als Preise werden 18.350 DM für den Scorpion und 25.500 DM für den Comet S genannt. Zum Vergleich: Ein damaliger VW Käfer kostete etwa 4.000 DM und ein Porsche etwa 9.000 DM. Besonderheiten waren der Heinkel-Sechszylindermotor in diesen drei Typen sowie ein Fünfganggetriebe, 12-V-Generator, De-Dion-Hinterachse, Doppelölpumpe und eine Zweikreisbremsanlage.

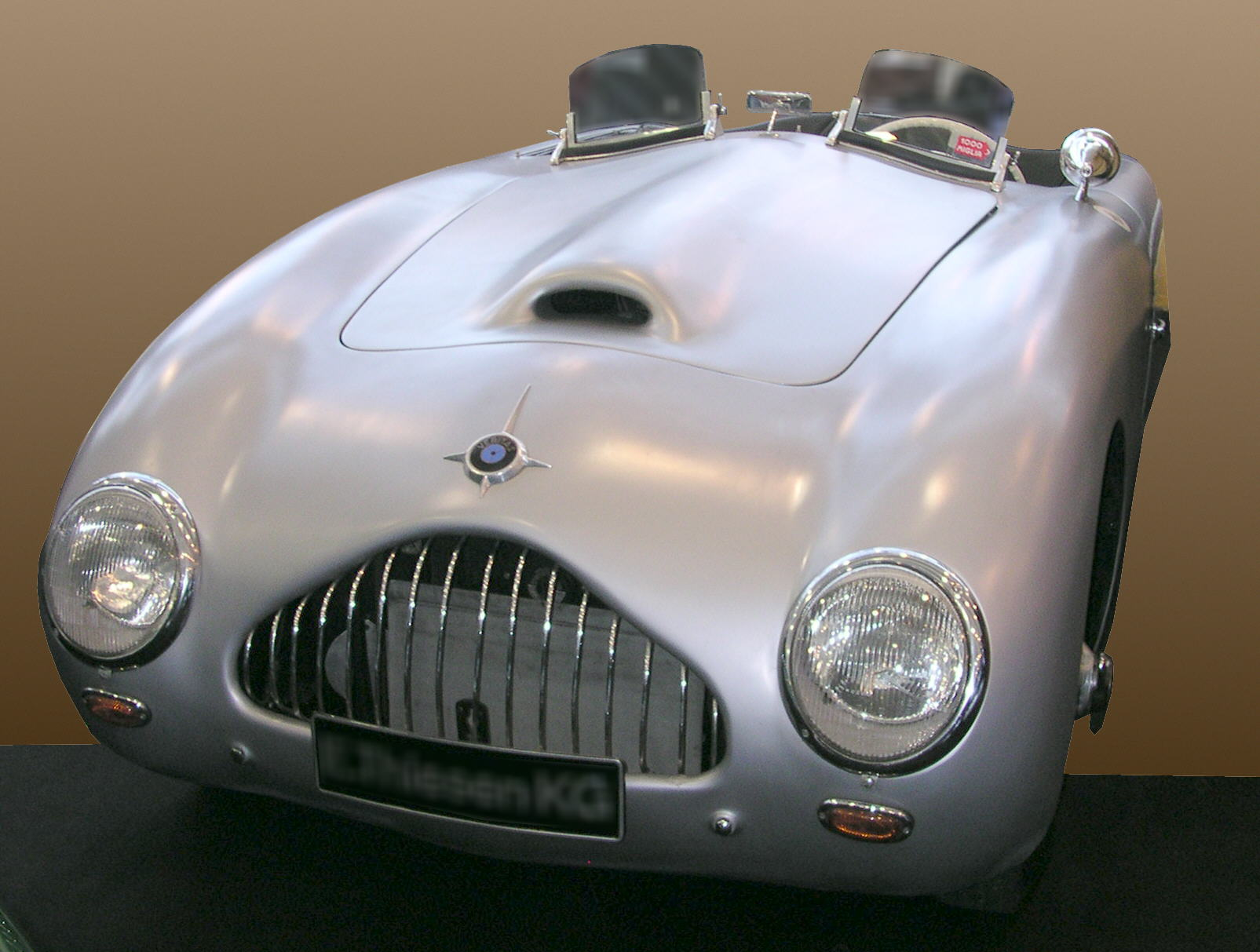
Veritas Comet S
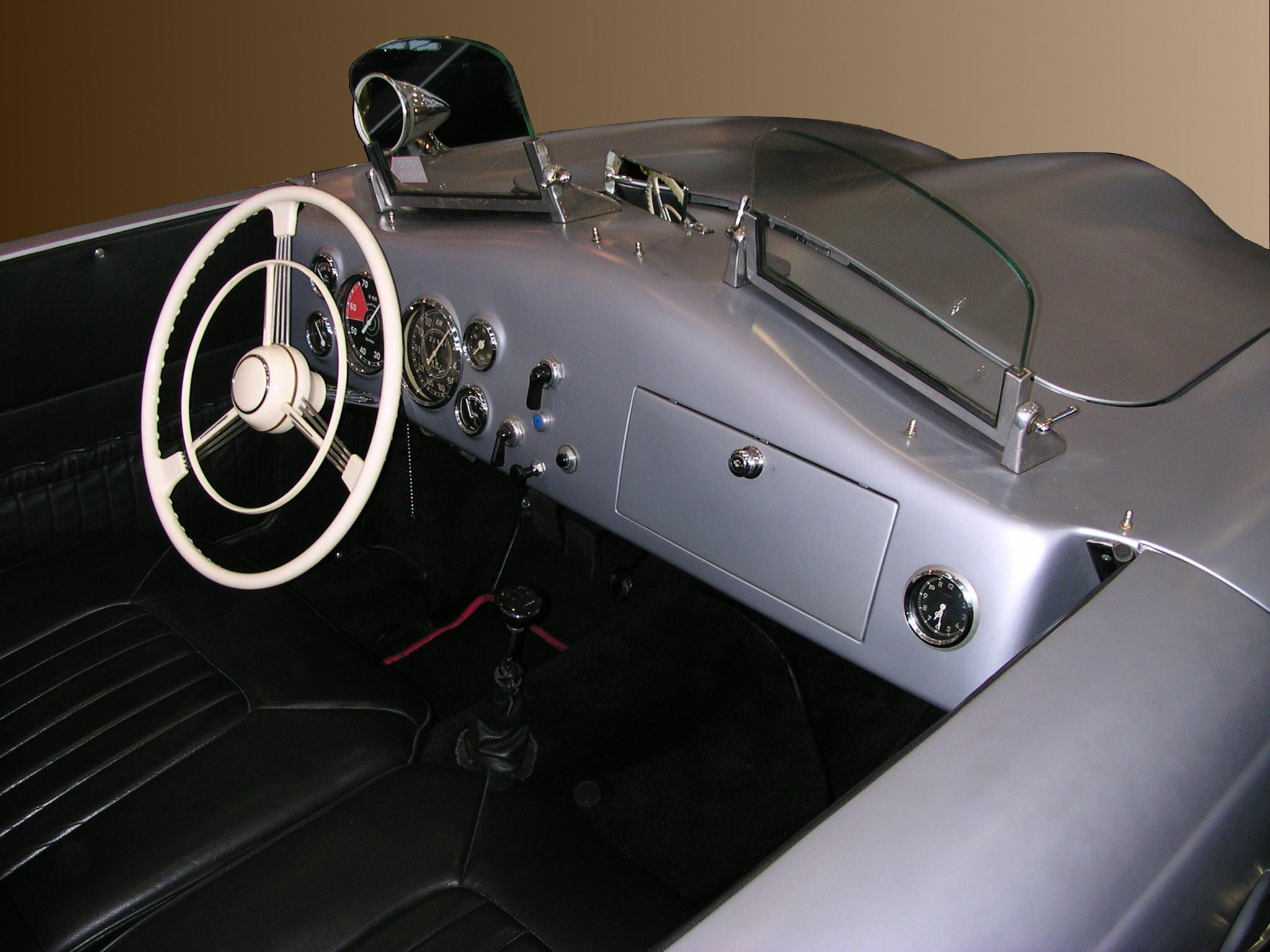
… Serienproduktion unterblieb
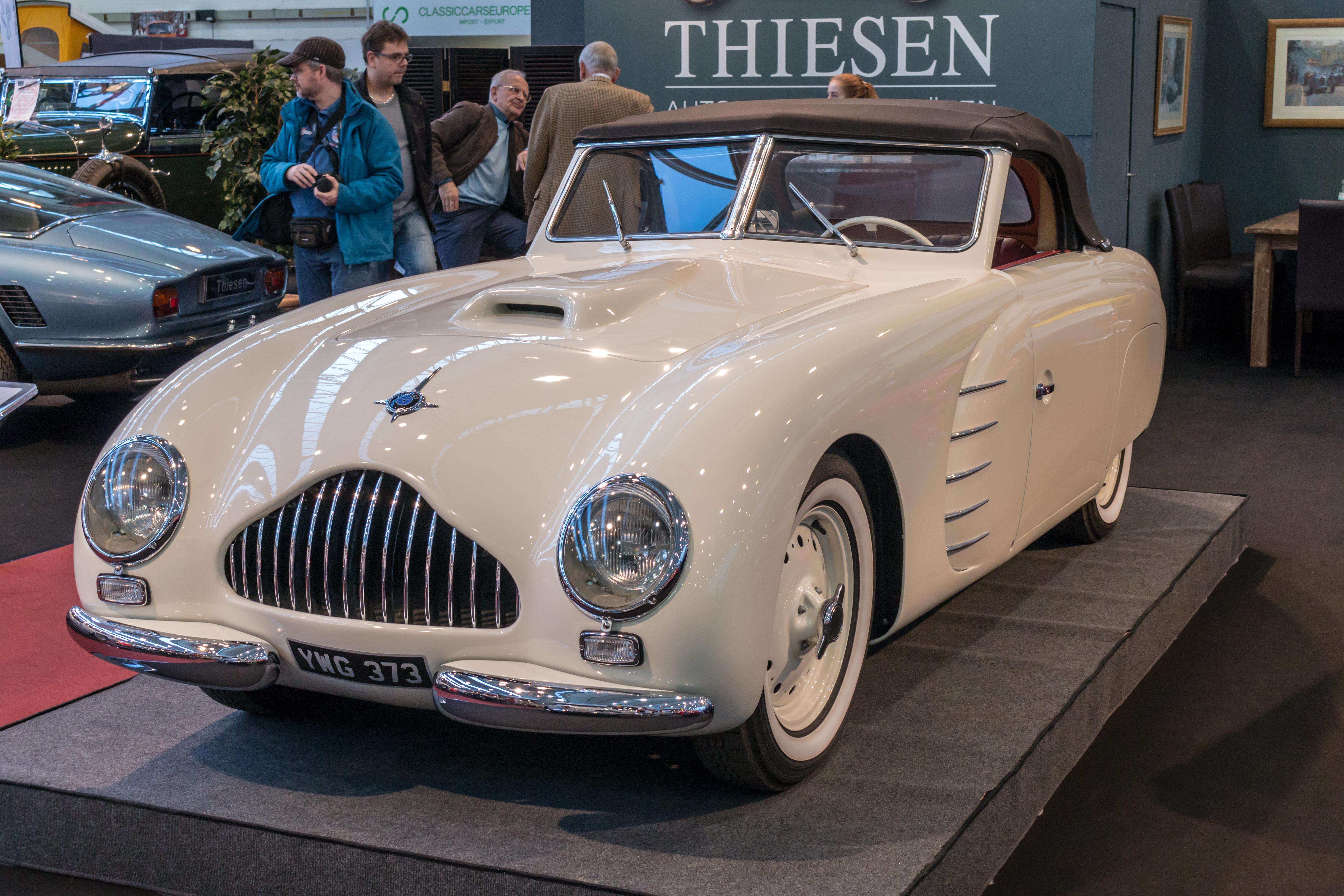
Veritas C90 Scorpion von 1950

### Veritas-Nürburgring Cabrio und Coupé
Am Nürburgring entstanden ebenfalls noch einige drei- und fünfsitzige Cabriolets sowie dreisitzige Coupés mit Heinkel-Motor.

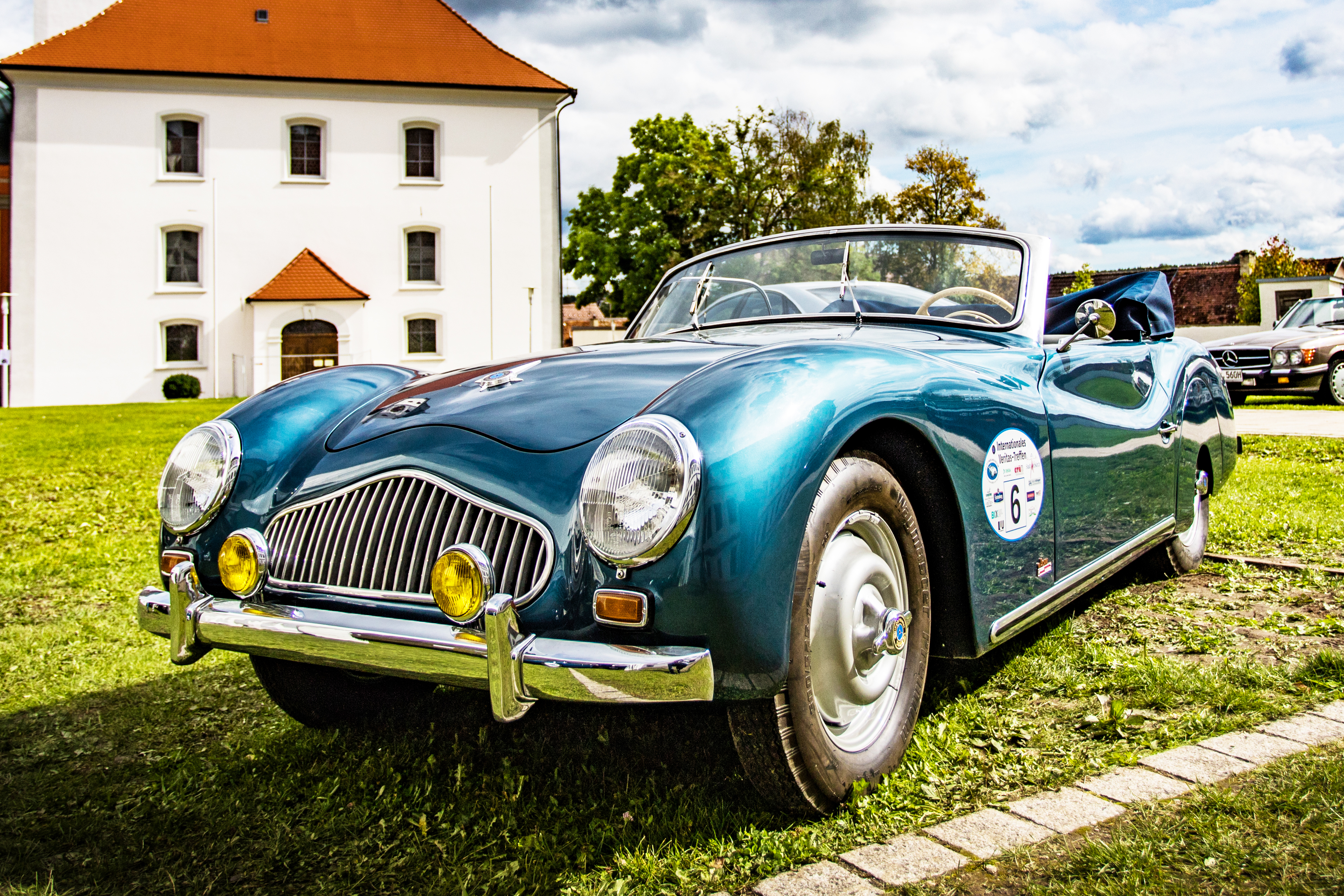
Veritas-Nürburgring Cabriolet dreisitzig
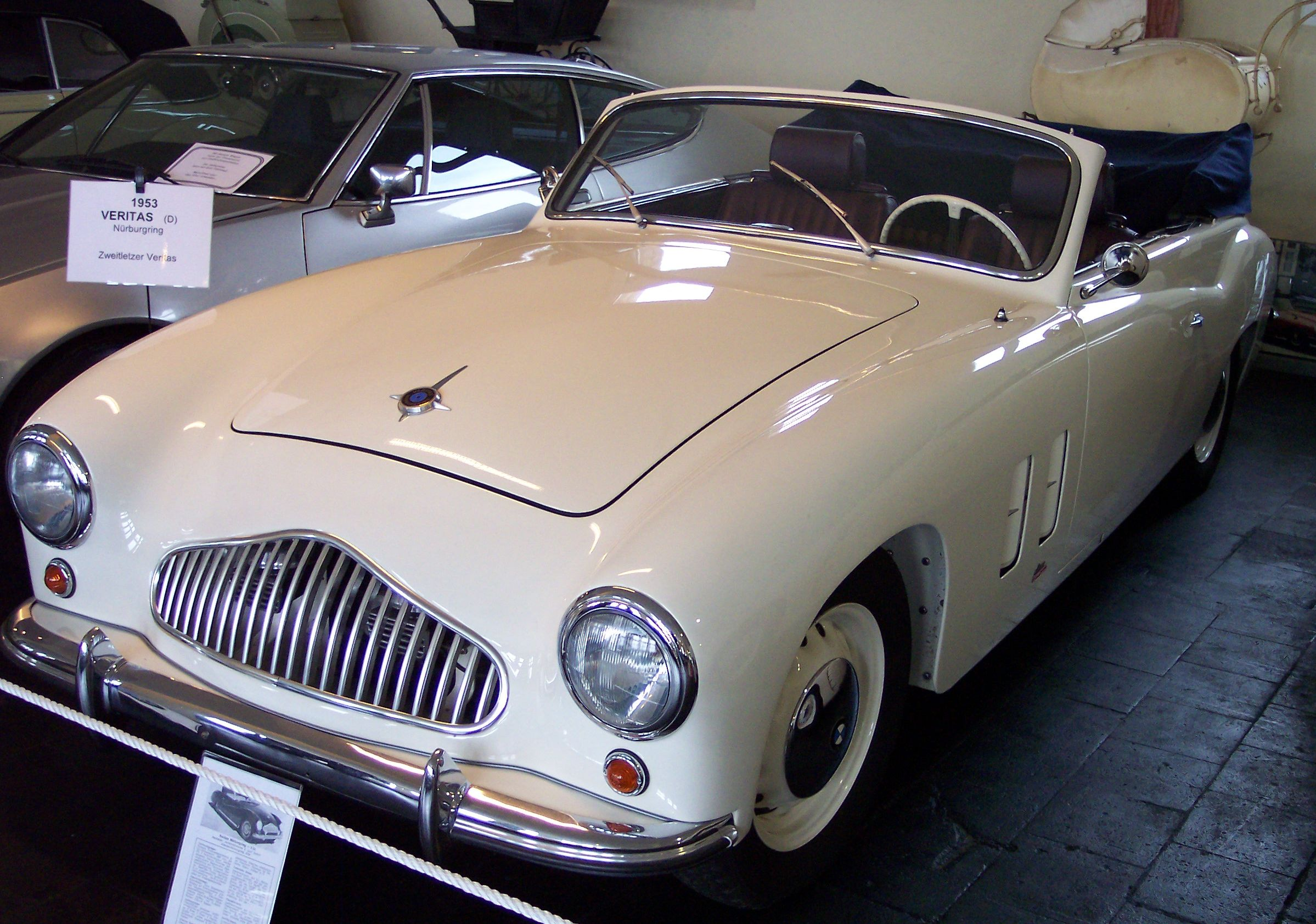
Veritas-Nürburgring Cabriolet fünfsitzig
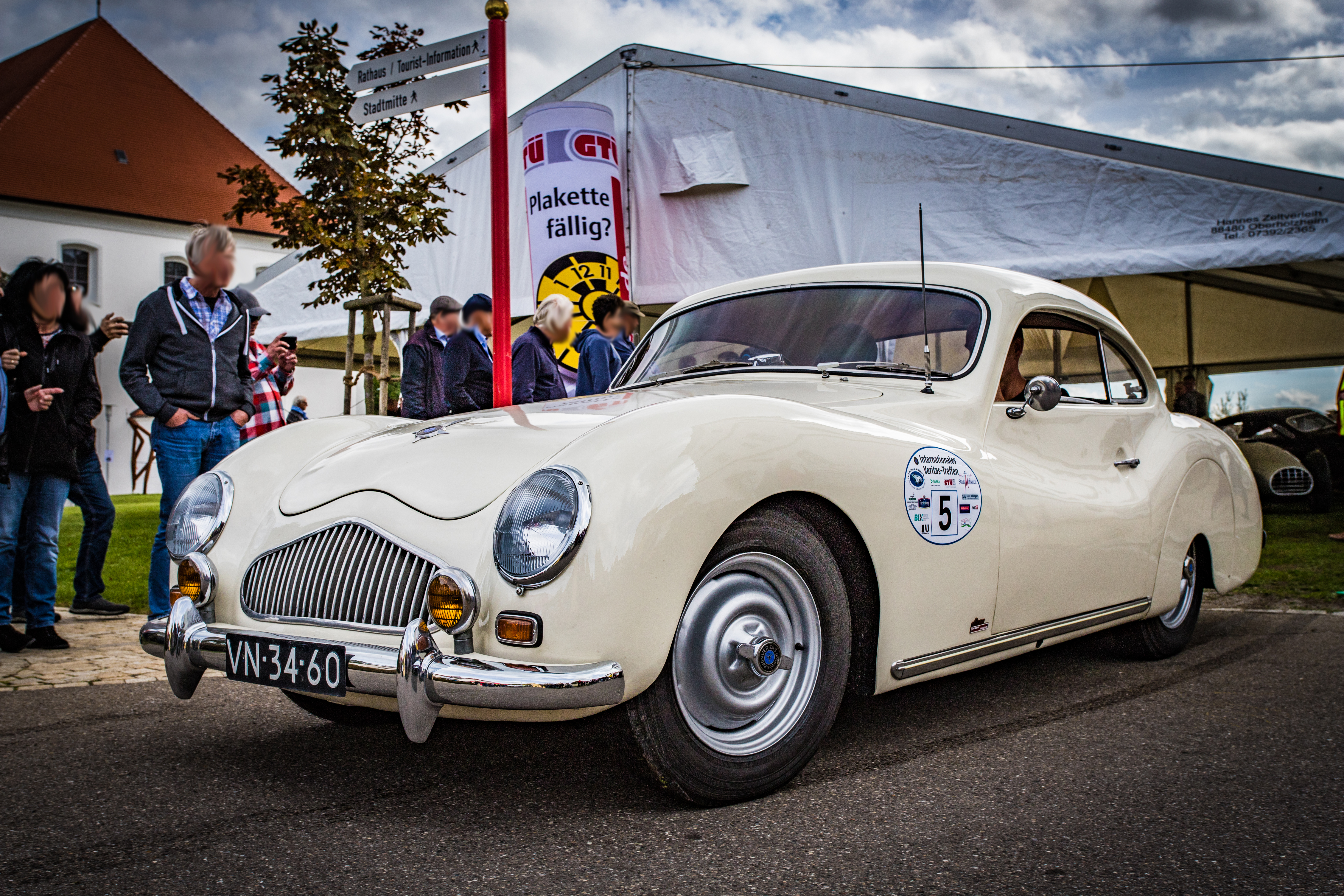
Veritas-Nürburgring Coupé dreisitzig

## VerMot AG lässt die Marke Veritas mit dem RS III wieder aufleben

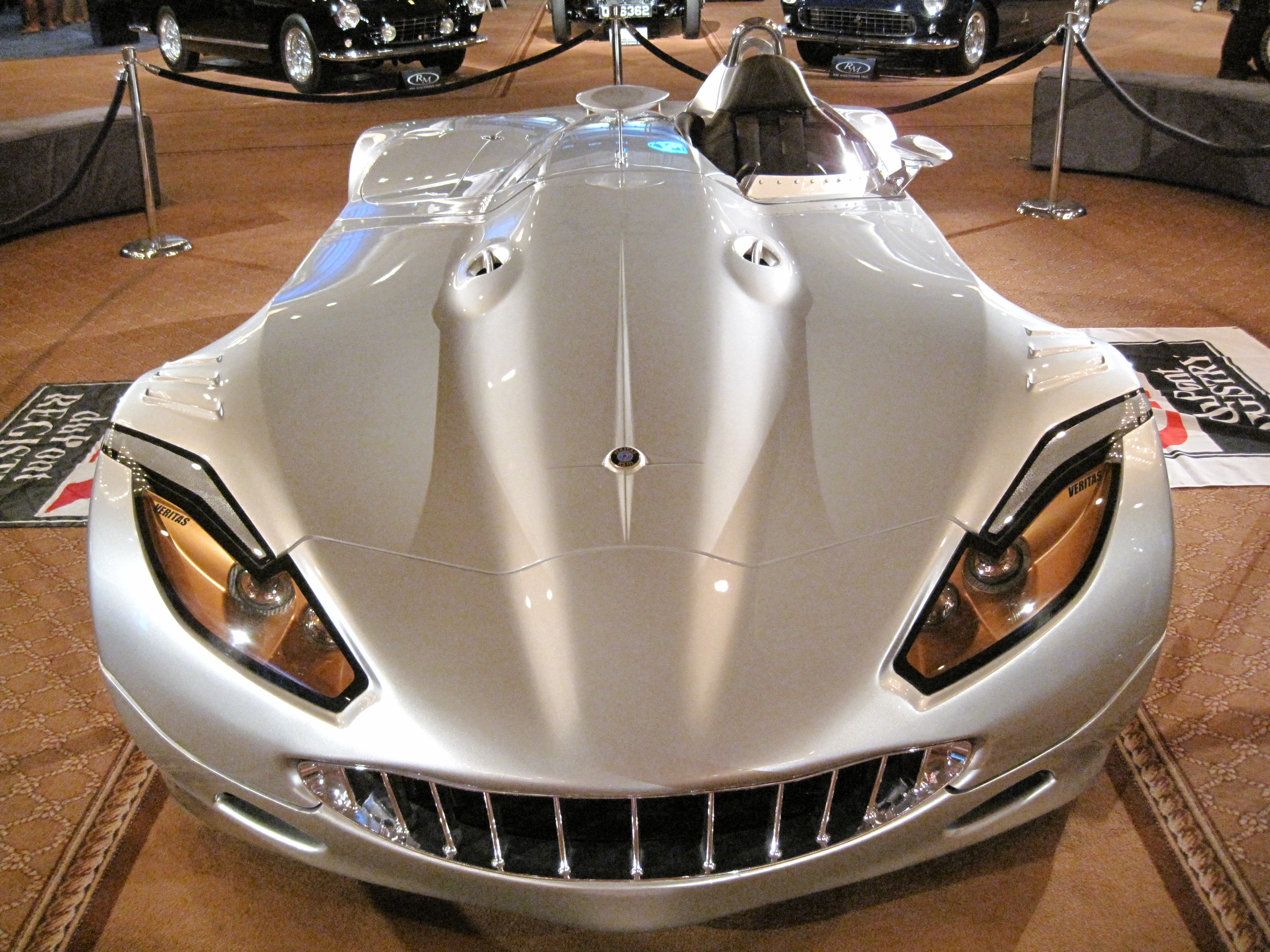
Veritas RS III

2001 präsentierte die VerMot AG aus Gelsdorf im Landkreis Ahrweiler in Rheinland-Pfalz ein Konzeptfahrzeug eines neuen offenen Sportwagens unter dem historischen Markennamen. Als Motorisierung des Veritas RS III war damals ein 492 kW (670 PS) starker BMW-V12-Motor vorgesehen. Nach längerer Entwicklungszeit erschien 2008 ein fahrbereiter Prototyp und der Beginn der Serienfertigung wurde für 2009 angekündigt. Als Antriebsquelle sollen dabei ein BMW-V10- oder BMW-V8-Motor zur Wahl stehen, die 441 kW (600 PS) bzw. 353 kW (480 PS) leisten. Der Sportwagen mit einer Karosserie aus mit Aramid- und Kohlenstofffasern verstärktem Kunststoff soll eine Spitzengeschwindigkeit von bis zu 347 Kilometer pro Stunde erreichen. In Tests benötigte der Veritas RS III je nach Motor 3,2 oder 3,6 Sekunden, um von 0 auf 100 km/h zu beschleunigen. Nach Ankündigung des Herstellers war ab 2010 die Produktion einer Kleinserie von bis zu 30 Exemplaren vorgesehen, zu der es aber nicht kam.
Laut Handelsregisterauszug wurde das Insolvenzverfahren eröffnet und die VerMot AG 2018 aufgelöst.

## Sonstiges
In Meßkirch befindet sich in der Remise des Schlosses Meßkirch sowie in einem Kellerraum im Südostflügel das Oldtimermuseum der Oldtimer-Freunde Meßkirch und Umgebung e. V. Dort war 2005 eines der raren Exemplare der Meßkircher Nachkriegs-Automarke ausgestellt.
Des Weiteren hat das EFA-Museum für Deutsche Automobilgeschichte in Amerang im Landkreis Rosenheim in Bayern eine Broschüre über Veritas anlässlich einer dort gezeigten Sonderschau herausgegeben.
Die Gemeinde Muggensturm benannte 2006 eine Straße nach dem Rennsportwagen. Die „Veritasstraße“, die das Industriegebiet des Ortes mit der Gemeinde Muggensturm verbindet, war seit Jahren in der Diskussion und teilweise heftig umstritten; denn das Bauvorhaben kostete mehrere Millionen Euro.
In unregelmäßigen Abständen fanden vom Veritas-Register organisierte internationale Veritas-Treffen statt: 1985 und 1987 in Bad Kissingen, 1988 in Meßkirch, 1990 in Muggensturm sowie 1997 und 2019 wieder in Meßkirch (2019 organisiert von den Oldtimer-Freunden Meßkirch).

## Statistik

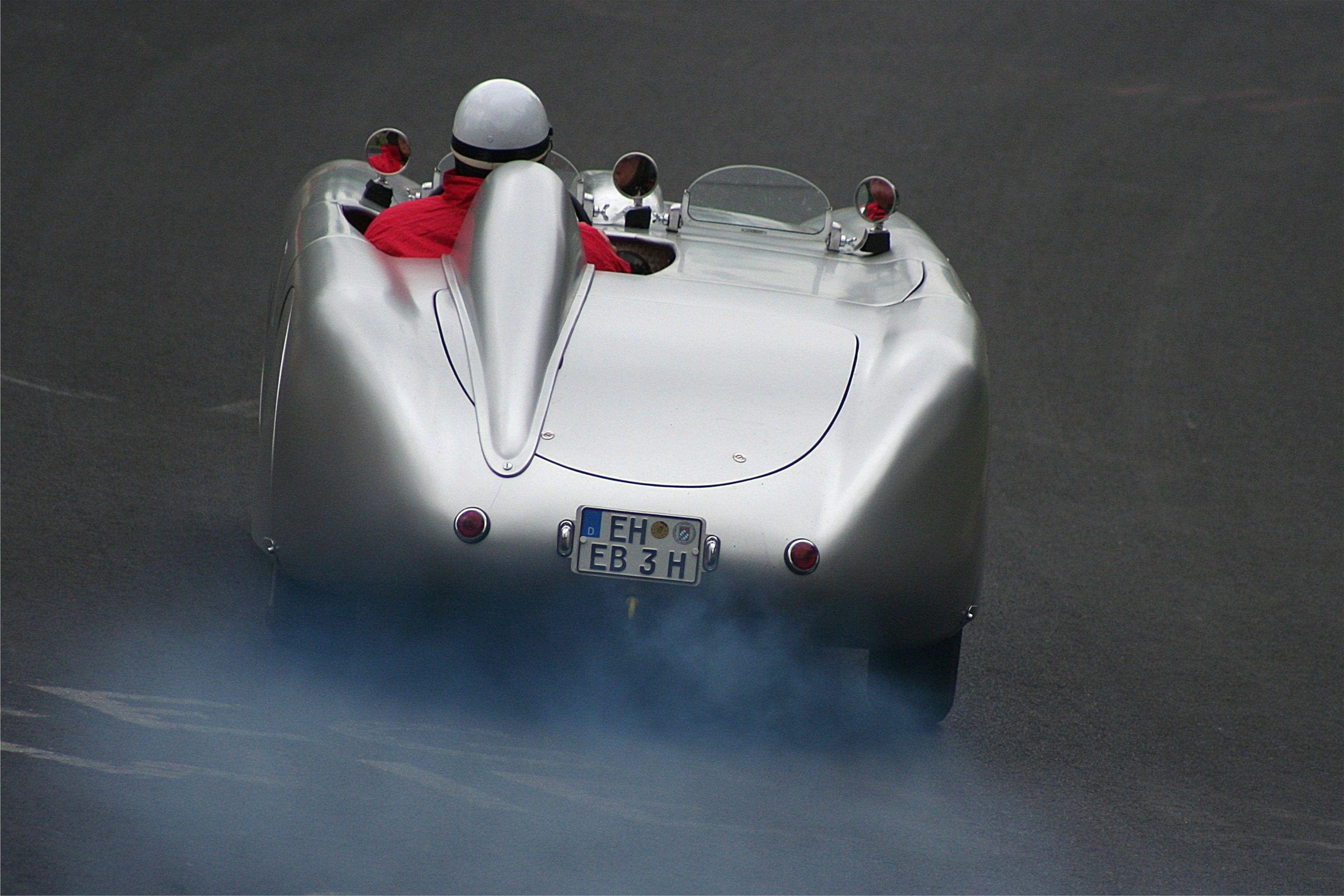
Veritas RS, Baujahr 1948, beim DAMC 05 Oldtimer Festival Nürburgring

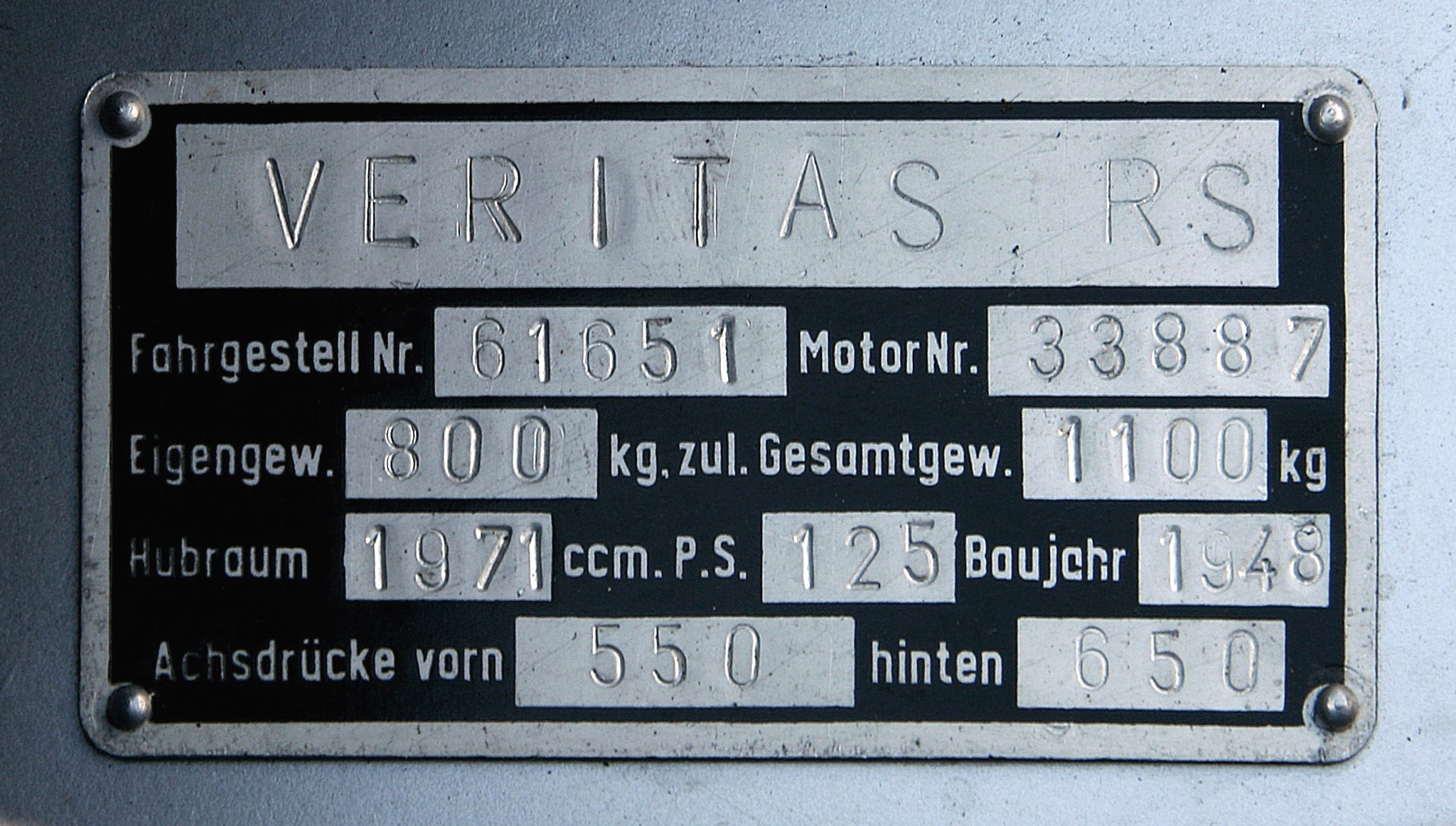

### Deutsche Meister auf Veritas
| Jahr | Klasse                    | Fahrer        |
| ---- | ------------------------- | ------------- |
| 1948 | Rennwagen (Formula Libre) | Georg Meier   |
| 1948 | Sportwagen 2 Liter        | Karl Kling    |
| 1949 | Rennwagen Formel 2        | Toni Ulmen    |
| 1949 | Sportwagen 2 Liter        | Karl Kling    |
| 1949 | Sportwagen 1,5 Liter      | Helm Glöckler |
| 1950 | Rennwagen Formel 2        | Toni Ulmen    |
| 1950 | Sportwagen 2 Liter        | Fritz Riess   |
| 1950 | Sportwagen 1,5 Liter      | Paul Pietsch  |
| 1951 | Rennwagen Formel 2        | Paul Pietsch  |
| 1951 | Sportwagen 2 Liter        | Toni Ulmen    |
| 1952 | Rennwagen Formel 2        | Toni Ulmen    |
| 1952 | Sportwagen 2 Liter        | Fritz Riess   |
| 1953 | Rennwagen Formel 2        | Theo Helfrich |

### Bedeutende Einzelresultate (Auswahl)
| Tag und Ort                                              | Klasse oder Veranstaltung                                           | Platzierung |
| -------------------------------------------------------- | ------------------------------------------------------------------- | --- |
| 9. Mai 1948 Hockenheimring-Rennen                        | Klasse Rennwagen (Formula Libre und Formel 2)                       | Sieger: Georg Meier, BMW-Veritas |
| dito                                                     | Klasse Sportwagen 2 Liter                                           | Sieger: Karl Kling, BMW-Veritas 2. Platz: Ralph Roese, BMW-Veritas (Debüt der Marke Veritas in einem Lauf zur Deutschen Meisterschaft, erster Sieg in einem Rennen in Deutschland) |
| 30. Mai 1948 Kölner Kurs                                 | Klasse Sportwagen 2 Liter                                           | Sieger: Karl Kling, BMW-Veritas 2. Platz: Toni Ulmen |
| 18. Juli 1948 Reims (Frankreich)                         | Coupe des Petites Cylindrees (Formel 2)                             | 3. Platz: Eugène Chaboud (Frankreich), BMW-Veritas (Erster bedeutender Auslandserfolg)                                                                                             |
| 15. August 1948 Rund um Schotten, Vogelsberg             | Klasse Sportwagen 2 Liter                                           | Sieger: Karl Kling, Veritas RS 2. Platz: Karl-Heinz Schäufele, Veritas RS 2. Platz: Ralph Roese, Veritas RS                                                                        |
| 5. September 1948 Eggberg-Bergrennen                     | Klasse Sportwagen 2 Liter                                           | Sieger: Karl Kling, Veritas RS BMW |
| 8. Mai 1949 Hockenheimring Maipokal-Rennen               | Klasse Sportwagen 1,5 Liter                                         | Sieger: Helm Glöckler, Veritas RS BMW 2. Platz: Eduard Gräske |
| dito                                                     | Klasse Sportwagen 2 Liter                                           | Sieger: Karl Kling, BMW-Veritas 2. Platz: Karl-Heinz Schäufele, Veritas RS BMW |
| 22. Mai 1949 Brüssel (Belgien)                           | Grand Prix de Bruxelles (Formel 2)                                  | 2. Platz: Alexander Orley (USA), Veritas Spezial 3. Platz: Emile Cornet (Belgien), Veritas RS                                                                                      |
| 5. Juni 1949 Chimay (Belgien)                            | Grand Prix des Frontieres (Formel 2)                                | Sieger: Emile Cornet (Belgien), Veritas RS (Erster Sieg der Marke Veritas in einem Rundstreckenrennen im Ausland)                                                                  |
| 12. Juni 1949 Rund um Schotten, Vogelsberg               | Klasse Sportwagen 1,5 Liter                                         | Sieger: Helm Glöckler, Veritas RS BMW 2. Platz: Joseph Hummel, Veritas RS BMW 3. Platz: Hermann Kathrein, Veritas RS BMW                                                           |
| dito                                                     | Klasse Sportwagen 2 Liter                                           | Sieger: Karl Kling, Veritas RS 2. Platz: Toni Ulmen, Veritas RS BMW |
| 31. Juli 1949 Schauinsland-Bergrennen                    | Klasse Sportwagen 2 Liter                                           | Sieger: Karl Kling, Veritas RS |
| 7. August 1949 Großer Preis vom Nürburgring              | Klasse Rennwagen Formel 2                                           | Sieger: Toni Ulmen, Veritas RS |
| dito                                                     | Klasse Sportwagen 2 Liter                                           | Sieger: Karl Kling, Veritas RS 3. Platz: Toni Ulmen, Veritas RS BMW |
| dito                                                     | Klasse Sportwagen 1,5 Liter                                         | Sieger: Helm Glöckler, Veritas RS 2. Platz: Joseph Hummel, Veritas RS 3. Platz: Hermann Kathrein, Veritas RS                                                                       |
| 18. September 1949 Solitude-Rennstrecke                  | Klasse Rennwagen Formel 2                                           | Sieger: Toni Ulmen, Veritas RS |
| 18. September 1949 Saaruferkurs Saarbrücken (Saarland)   | Klasse Sportwagen 2 Liter                                           | Sieger: „Armand Philippe“ (Frankreich), Veritas RS |
| dito                                                     | Klasse Sportwagen 1,5 Liter                                         | Sieger: Helm Glöckler, Veritas RS |
| 30. April 1950 Montlhéry (Frankreich)                    | Coupe d´Argent (Voiturette)                                         | Sieger: Alexander Orley (USA), Veritas Spezial |
| 7. Mai 1950 Erlen (Schweiz)                              | Preis der Ostschweiz (Formel 2)                                     | 3. Platz: Toni Ulmen (Deutschland) (Erster Erfolg eines Deutschen Veritas-Fahrers im Ausland)                                                                                      |
| 18. Mai 1950 Luxemburg                                   | Grand Prix de Luxembourg (Sportwagen 2 Liter)                       | 3. Platz: Jacques Swaters (Belgien), Veritas RS |
| 28. Mai 1950 Chimay (Belgien)                            | Grand Prix des Frontieres (Formel 2)                                | 2. Platz: Honoré Wagner (Luxemburg), Veritas RS |
| 4. Juni 1950 Bern (Schweiz)                              | Preis vom Bremgarten (Sportwagen 1,5 Liter)                         | Sieger: Franz Hammernick (Schweiz), Veritas RS |
| 11. Juni 1950 Nürburgring                                | Eifelrennen, Meisterschaftslauf, Nürburgring (Sportwagen 1,5 Liter) | Sieger: Paul Pietsch, Veritas RS BMW 2. Platz: Helm Glöckler, Veritas RS BMW 3. Platz: Ernst Ring, Veritas RS BMW                                                                  |
| dito                                                     | Klasse Sportwagen 2 Liter                                           | Sieger: Fritz Riess, Veritas RS 3. Platz: Theo Helfrich Veritas RS |
| 30. Juli 1950 Genf (Schweiz)                             | Prix de Geneve (Sportwagen 1,5 Liter)                               | Sieger: Franz Hammernick (Schweiz), Veritas RS |
| 6. August 1950 Schauinsland-Bergrennen                   | Klasse Sportwagen 2 Liter                                           | Sieger: Fritz Riess, Veritas RS |
| 13. August 1950 Solitude-Rennstrecke                     | Klasse Rennwagen Formel 2                                           | Sieger: Karl Kling, Veritas Meteor (Stromlinie) |
| dito                                                     | Klasse Sportwagen 2 Liter                                           | Sieger: Kurt Adolff, Veritas RS 3. Platz: Paul Pietsch, Veritas RS BMW |
| 20. August 1950 Großer Preis von Deutschland Nürburgring | Klasse Rennwagen Formel 2                                           | 4. Platz: Toni Ulmen, Veritas Spezial (Bestplatzierter Deutscher Fahrer im Rennen)                                                                                                 |
| dito                                                     | Klasse Sportwagen 2 Liter                                           | Sieger: Fritz Riess, Veritas RS |
| 27. August 1950 Sachsenring (DDR)                        | Klasse Rennwagen Formel 2                                           | Sieger: Toni Ulmen, Veritas RS Spezial |
| dito                                                     | Klasse Sportwagen 2 Liter                                           | Sieger: Fritz Riess, Veritas RS (Größter Erfolg der Marke in der DDR) |
| 1. Mai 1951 Salzburg (Österreich)                        | Klasse Sportwagen 2 Liter                                           | Sieger: Kurt Koresch (Österreich), Veritas RS |
| 13. Mai 1951 Chimay (Belgien)                            | Grand Prix des Frontieres (Formel 2)                                | 3. Platz: Marcel Masuy (Belgien), Veritas RS |
| 14. Mai 1951 Hockenheim                                  | Internationales Maipokal-Rennen, Hockenheim                         | Sieger: Toni Ulmen, Veritas RS 2. Platz: Theo Helfrich, Veritas RS 3. Platz: Fritz Riess, Veritas RS                                                                               |
| 26. Mai 1951 Bern (Schweiz)                              | Preis vom Bremgarten (Sportwagen 1,5 Liter)                         | Sieger: Franz Hammernick (Schweiz), Veritas RS |
| 3. Juni 1951 Internationales Eifelrennen Nürburgring     | Klasse Rennwagen Formel 2                                           | Sieger: Paul Pietsch, Veritas Meteor (Größter Erfolg der Marke Veritas in der Formel 2)                                                                                            |
| dito                                                     | Klasse Sportwagen 2 Liter                                           | Sieger: Fritz Riess, Veritas RS 2. Platz: Toni Ulmen, Veritas RS 3. Platz: Theo Helfrich, Veritas RS                                                                               |
| dito                                                     | Klasse Sportwagen 1,5 Liter                                         | Sieger: Franz Hammernick (Schweiz), Veritas RS |
| 5. August 1951 Schauinsland-Bergrennen                   | Klasse Rennwagen Formel 2                                           | Sieger: Paul Pietsch, Veritas Meteor |
| dito                                                     | Klasse Sportwagen 2 Liter                                           | Sieger: Toni Ulmen, Veritas RS 2. Platz: Fritz Riess, Veritas RS |
| 12. August 1951 Erlen (Schweiz)                          | Preis der Ostschweiz (Sportwagen 1,5 Liter)                         | Sieger: Hans Schuler (Schweiz), Veritas RS |
| 9. September 1951 Grenzlandring                          | Grenzlandringrennen, Meisterschaftslauf                             | Sieger: Toni Ulmen, Veritas RS 2. Platz: Theo Helfrich, Veritas RS 3. Platz: Josef Peters, Veritas RS                                                                              |
| 25. Mai 1952 Internationales Eifelrennen Nürburgring     | Klasse Sportwagen 2 Liter                                           | Sieger: Fritz Riess, Veritas RS 2. Platz: Toni Ulmen, Veritas RS 2. Platz: Kurt Adolff, Veritas RS                                                                                 |
| 1. Juni 1952 Chimay (Belgien)                            | Grand Prix des Frontieres (Formel 2)                                | 3. Platz: Marcel Masuy (Belgien), Veritas RS |
| 22. Juni 1952 Porto (Portugal)                           | Großer Preis von Portugal (Sportwagen 2 Liter)                      | 2. Platz: Kurt Adolff, Veritas RS |
| 3. August 1952 Großer Preis von Deutschland Nürburgring  | Klasse Sportwagen 2 Liter                                           | Sieger: Toni Ulmen, Veritas RS 2. Platz Wolfgang Seidel |
| dito                                                     | Klasse Sportwagen 1,5 Liter                                         | Sieger: Paul Pietsch, Veritas RS |
| 17. August 1952 Bern (Schweiz)                           | Preis vom Bremgarten (Sportwagen 2 Liter)                           | Sieger: Kurt Halter (Schweiz), Veritas RS |
| 28. September 1952 Internationales AVUS-Rennen           | Klasse Sportwagen 2 Liter                                           | Sieger: Fritz Riess, Veritas RS 2. Platz: Toni Ulmen Veritas RS BMW 3. Platz: Wolfgang Seidel                                                                                      |
| 22. März 1953 Palm Springs (USA)                         | Klasse Sportwagen 2 Liter                                           | 2. Platz: John Biehl (USA), Veritas RS |
| 22. August 1953 Bern (Schweiz)                           | Preis vom Bremgarten (Sportwagen 1,5 Liter)                         | Sieger: Hans Schuler (Schweiz), Veritas RS |
| 30. August 1953 Nürburgring 1000-km-Rennen               | Klasse Sportwagen 2 Liter                                           | Sieger: Wolfgang Seidel/Josef Peters, Veritas RS (Bedeutendster Erfolg der Marke Veritas in einem Sportwagenrennen/Langstreckenrennen)                                             |
| 20. September 1953 Montlhéry (Frankreich)                | Coupe d´Automne (Sportwagen 2 Liter)                                | Sieger: Marcel Balsa (Frankreich), Veritas RS |
| 19. Juli 1959 Antwerpen (Belgien)                        | Kilometre Lance (Sprintrennen) Klasse 2 Liter                       | Sieger: Arthur Legat (Belgien), Veritas RS 2 (Letzter Erfolg eines Veritas außerhalb von Rennen für historische Fahrzeuge)                                                         |

## Technische Daten der Veritas Modelle
| Kenngrößen             | Meteor                              | RS                                              | Comet                                                  | Comet S                                                | Saturn                                                       | Scorpion                                                     |            |
| ---------------------- | ----------------------------------- | ----------------------------------------------- | ------------------------------------------------------ | ------------------------------------------------------ | ------------------------------------------------------------ | ------------------------------------------------------------ | ---------- |
| Karosserie             | Monoposto                           | Roadster, 2 Türen, 2 Sitze                      | Coupé, 2 Türen, 2 Sitze (Karosserie Spohn, Ravensburg) | Coupé, 2 Türen, 2 Sitze (Karosserie Spohn, Ravensburg) | Coupé, 2 Türen, 2+2 Sitze (Karosserie Spohn, Ravensburg)     | Cabriolet, 2 Türen, 2+2 Sitze (Karosserie Spohn, Ravensburg) |            |
| Motor                  | 6-Zylinder-Reihenmotor              | 6-Zylinder-Reihenmotor                          | 6-Zylinder-Reihenmotor                                 | 6-Zylinder-Reihenmotor                                 | 6-Zylinder-Reihenmotor                                       | 6-Zylinder-Reihenmotor                                       |            |
| Motorsteuerung         | eine obenliegende Nockenwelle       | eine seitliche Nockenwelle                      | eine seitliche Nockenwelle                             | eine seitliche Nockenwelle                             | eine obenliegende Nockenwelle                                | eine obenliegende Nockenwelle                                |            |
| Hubraum                | 1988 cm³                            | 1971 cm³                                        | 1971 cm³                                               | 1971 cm³                                               | 1988 cm³                                                     | 1988 cm³                                                     |            |
| Bohrung × Hub          | 75 × 75 mm                          | 66 × 96 mm                                      | 66 × 96 mm                                             | 66 × 96 mm                                             | 75 × 75 mm                                                   | 75 × 75 mm                                                   | 75 × 75 mm |
| Verdichtungsverhältnis | 12 : 1                              | 7,5 : 1                                         | 8 : 1                                                  | 6,5 : 1                                                | 7,2 : 1                                                      | 7,2 : 1                                                      |            |
| Vergaser               | 3 Solex API 40                      | 3 Solex 40 JF                                   | 3 Solex 40 JF                                          | 1 Fallstromvergaser Solex                              | 3 Fallstromvergaser Solex PBI 32                             | 3 Fallstromvergaser Solex PBI 32                             |            |
| Leistung               | 140 PS (103 kW) bei 7000/min        | 115 PS (85 kW) bei 6000/min                     | 80 PS (59 kW) bei 5000/min                             | 55 PS (40 kW) bei 4200/min                             | 100 PS (74 kW) bei 5000/min                                  | 100 PS (74 kW) bei 5000/min                                  |            |
| Getriebe               | 5-Gang (4 Gänge synchronisiert)     | 4-Gang vollsynchronisiert                       | 4-Gang vollsynchronisiert                              | 4-Gang vollsynchronisiert                              | 5-Gang (4 Gänge synchronisiert)                              | 5-Gang (4 Gänge synchronisiert)                              |            |
| Rahmen                 | Rohrgitter                          |                                                 | –                                                      | –                                                      | –                                                            | –                                                            |            |
| Radaufhängung vorn     | Doppelquerlenker                    | Dreieckslenker                                  | Dreieckslenker                                         | Dreieckslenker                                         | doppelte Dreiecksquerlenker                                  | doppelte Dreiecksquerlenker                                  |            |
| Radaufhängung hinten   | Dreieckslenker und De-Dion-Tragrohr | Starrachse                                      | Starrachse                                             | Starrachse                                             | De-Dion-Achse                                                | De-Dion-Achse                                                |            |
| Federung               | längsliegende Torsionsstäbe         | vorne Querblattfeder, hinten Halbelliptikfedern | vorne Querblattfeder, hinten Halbelliptikfedern        | vorne Querblattfeder, hinten Halbelliptikfedern        | Federstäbe in Längsrichtung                                  | Federstäbe in Längsrichtung                                  |            |
| Stoßdämpfer            | hydraulisch                         | hydraulisch                                     | hydraulisch                                            | hydraulisch                                            | hydraulisch                                                  | hydraulisch                                                  |            |
| Bremsen                | Trommelbremse, Ø 300 mm             | hydraulische Vierrad-Trommelbremsen             | hydraulische Vierrad-Trommelbremsen                    | hydraulische Vierrad-Trommelbremsen                    | hydraulische Leichtmetall-Trommelbremsen mit Zweikreissystem | hydraulische Leichtmetall-Trommelbremsen mit Zweikreissystem |            |
| Belagbreite            | 50 mm                               | –                                               | –                                                      | –                                                      | –                                                            | –                                                            |            |
| Reifengröße            | vorn 5,50 × 16", hinten 6,00 × 16"  | 5,50 × 16"                                      | 5,50 × 16"                                             | 5,50 × 16"                                             | 5,50 × 16"                                                   | 5,50 × 16"                                                   |            |
| Länge × Breite × Höhe  | 3370 × 1550 × 1050 mm               | 4000 × 1515 × 1100 mm (ohne Verdeck)            | 4200 × 1515 × 1380 mm                                  | 4200 × 1515 × 1380 mm                                  | 4250 × 1515 × 1350 mm                                        | 4250 × 1515 × 1350 mm                                        |            |
| Radstand               | 2250 mm                             | 2500 mm                                         | 2500 mm                                                | 2500 mm                                                | 2600 mm                                                      | 2600 mm                                                      |            |
| Spurweite              | vorn 1280 mm, hinten 1300 mm        | vorn 1180 mm, hinten 1220 mm,                   | vorn 1180 mm, hinten 1220 mm,                          | vorn 1180 mm, hinten 1220 mm,                          | vorn 1308, hinten 1300 mm                                    | vorn 1308, hinten 1300 mm                                    |            |
| Wendekreis             | 12,5 m                              | 11 m                                            | 11 m                                                   | 11 m                                                   | 12,5 m                                                       | 12,5 m                                                       |            |
| Leergewicht            | 560 kg                              | 1000 kg                                         | 1300 kg                                                | 1300 kg                                                | 1100 kg                                                      | 1100 kg                                                      |            |
| Höchstgeschwindigkeit  | bis 240 km/h                        | 160 km/h                                        | 180 km/h                                               | 149 km/h                                               | 160 km/h                                                     | 160 km/h                                                     |            |

## Liste der Veritas-Modellminiaturen

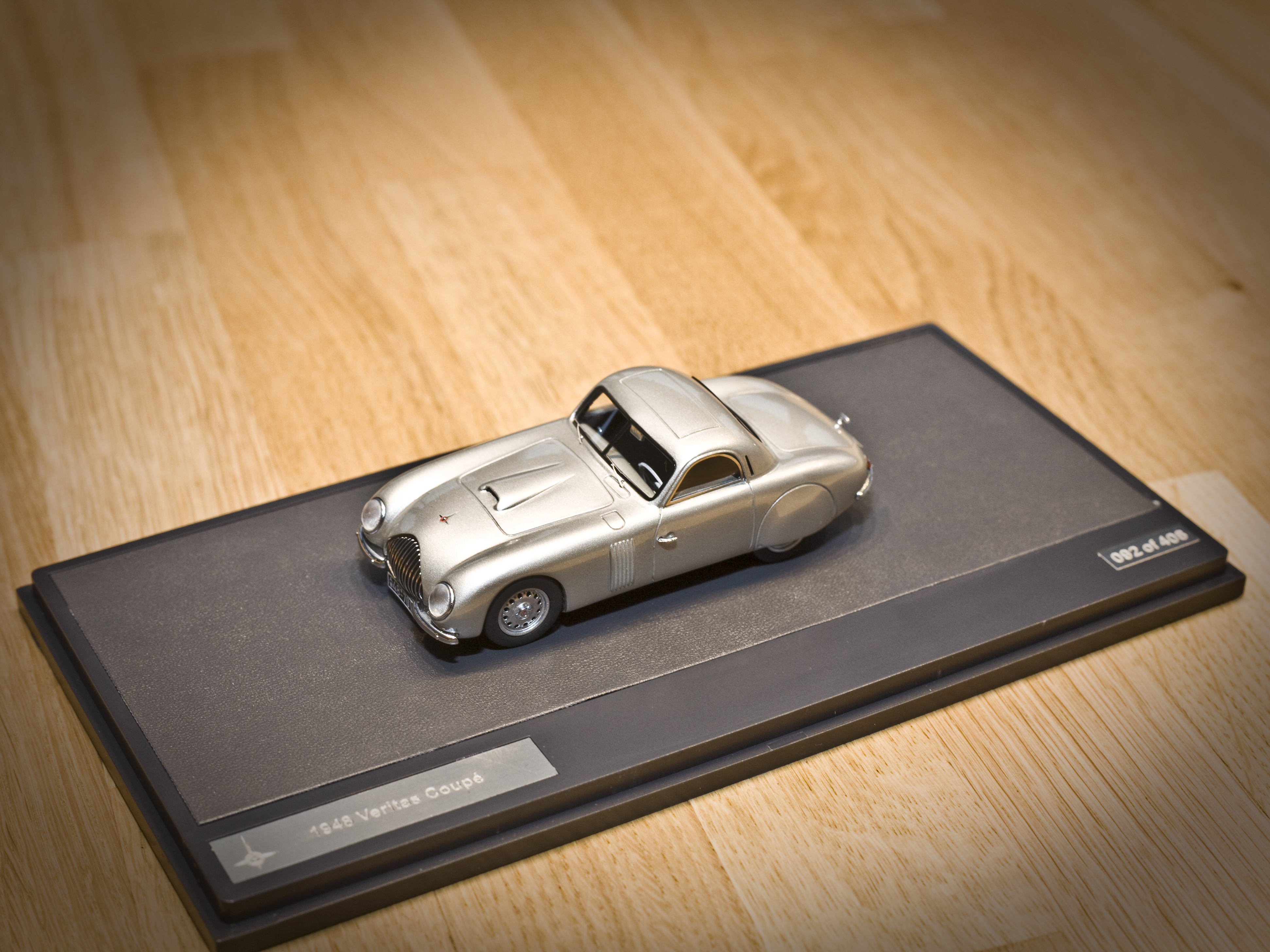
Veritas Comet Matrix Modell 1:43

| Typ                            | Hersteller                    | Maßstab | Fertigmodell/Bausatz              | Bezugsquelle                                                        | Verfügbarkeit        |
| Veritas RS                     | Dux, Markes & Co, Lüdenscheid |         | Fertigmodell mit Aufzug           | nicht mehr lieferbar                                                | nicht mehr lieferbar |
| Meteor III                     | Kaiser-Models, Budapest       | 1 : 43  | Fertigmodell, limitiert 500 Stück | nicht bekannt                                                       | nicht bekannt        |
| Stromlinienwagen Paul Pietsch  | Kaiser Models, Budapest       | 1 : 43  | Fertigmodell, limitiert 500 Stück | nicht bekannt                                                       | nicht bekannt        |
| Veritas RS                     | Danhausen Modelcars, Aachen   | 1 : 43  | Bausatz                           | nicht bekannt                                                       | nicht bekannt        |
| C90 Coupe silver               | Matrix Scale Models, AM Uden  | 1 : 43  | Fertigmodell, limitiert 408 Stück | international dealernetwork of specialized model- and internetshops | availible            |
| Saturn Coupe, Spohn Carosserie | Lion Models, Frankfurt        | 1 : 87  | Bausatz                           | Lion Models, Frankfurt                                              | nicht bekannt        |
| Comet S, Spohn Carosserie      | Lion Models, Frankfurt        | 1 : 87  | Bausatz                           | Lion Models, Frankfurt                                              | nicht bekannt        |